# 君のことが大大大大大好きな100人の彼女
『君のことが大大大大大好きな100人の彼女』（きみのことがだいだいだいだいだいすきなひゃくにんのかのじょ）は、原作：中村力斗、作画：野澤ゆき子による日本の漫画。『週刊ヤングジャンプ』（集英社）において、2020年4・5合併号から連載中。『少年ジャンプ+』（同社）においても、2020年4月16日から配信されている。略称は「100カノ」。
「負け彼女0の多人数LOVEコメディの新発明・新回答」を謳っている。2024年12月時点で単行本の累計部数は220万部を突破している。
メディアミックスとして、2023年10月から12月までテレビアニメの第1期が、2025年1月から3月まで第2期が放送された。

## あらすじ
100人の女性に告白しては振られてきた愛城恋太郎。中学卒業の日に彼は神社の神様からお互いが好きで好きでたまらなくなる“運命の人”が100人いると告げられる。高校生になった恋太郎は早速2人の“運命の人”と出会い、その2人から告白される。一転して嬉しくも悩ましい立場に置かれた恋太郎だが、「“運命の人”と出会った人間は、その相手と愛し合って幸せになることができなければ色々不幸な目に会ったあとに死ぬ」運命を辿ることを知る。
2人の好意のみならず命まで天秤にかけることとなってしまった恋太郎が悩み抜いた末に出した答えは、「正々堂々、2人と同時に付き合うことを宣言する」ことだった。恋太郎は自分にできる最大限の誠意を示し、その意向を受け入れてもらうことに成功する。しかし、恋太郎の“運命の人”はあと98人いる。次々と出会ってしまうこととなる“運命の人”と誠心誠意付き合い続ける、世にも奇妙な一夫多妻恋愛が始まった。

## 登場人物
担当声優は特筆のない限り、テレビアニメ版でのキャスト。

### 恋太郎ファミリー
主人公の恋太郎と、その彼女たち全員をまとめて指す呼称。第14話「愛と魂をかけた聖戦」で、イベントに参加する際のチーム名として恋太郎が考案し、以降定着した。
本記事では節の肥大化を防ぐため、10人ごとに彼女節を区切って解説する。
愛城 恋太郎（あいじょう れんたろう）
声 - 加藤渉、天海由梨奈（幼少期）
本作の主人公。5月1日生まれ。高校生。1年4組。
顔は悪くなく、性格も真面目ながら気さく。頭も運動神経もいい方で、男女問わず人望がある。フラれた回数が100回を迎えた。好きな食べ物は卵料理。中間テストでは240人中88位。両親は教師をしている。彼女ができるまでキスの経験はない。
礼儀正しい性格のため、彼女たちのことは付き合う前は基本的に苗字で呼ぶが、付き合い始めてからは名前の方で呼ぶようになる。
生まれてから中学卒業までに計100人の女子へ告白したが、全てフラれてしまったという過去を持ち、好きになって告白してもその度に断られ続けたことで原作最初のころは情緒不安定気味であった。
恋愛成就祈願のために訪れた神社で出会った神様から、“運命の人”が100人おり、彼女たちと高校生の間に出会うことを告げられた。
誠実さの塊のような人物。彼女たち全員を世界一可愛いと平等且つ真剣に愛し、時には彼女のために自らの命を顧みない行動を取ることもある。
個性豊かな彼女たちに振り回されてツッコミに回ることも多いが、彼女たちへの思いの強さから生まれる常軌を逸した思考や行動をツッコまれる側になることも。時には超人めいたような描写もあるものの、シリアスな場面では等身大の高校生としての限界を見せたり、力及ばないことも少なくない。普段は温厚だが、彼女たちを悪く言われると激怒して過激な発言も厭わなくなり、危害を加えられそうになると暴力を辞さないほどに凶暴化して彼女たちのことを守ろうとする。健全な人物でもあり、彼女たちが風呂を覗きに来た時には逆に説教するなどエッチなことには厳しい対応を取る。その意思は固く、羽香里から「おむねあてゲーム」を提案されるなど胸を揉まそうとした際には「そんな不誠実な事をするくらいならば自ら主人公を降りる」と言って彼女たちの胸を触ることを拒否したり、触らざるを得ない場合でも触感が分からないようにガントレットの装着や後述の楠莉の薬を服用するほど。しかし、性欲自体はあるようで初期に羽香里や凪乃の胸に触れた時には鼻血を出したり、山女がスカートを捲ったのを見た時には壁にめり込むほど吹っ飛んでは周りにも聞こえるほど心音を高鳴らせた。また、肉体の疲労や大きな怪我を負っても彼女たちと一緒にいると癒やされ回復する体質を持っている。
入学式当日に出会った羽香里と唐音から実際に告白されたことで一転して有頂天になるものの、どちらかを選ばなければならないことに悩みに悩んだ末、神様から助言を貰おうと神社へ再訪した際に「“運命の人”と付き合わなければ相手が不幸な目に遭って死ぬ」ことを知ってしまう。このことで当初は策を弄してバレないよう同時に付き合うことも考えたが、告白する際の気持ちや勇気を誰よりも自分が知っていることを思い出し、二人の目の前で真正面から気持ちに応え二人同時に付き合うことを提案。これを受け入れて貰えたことにより100人の彼女全員と付き合い、全員を幸せにするという道を歩むことになる。なお、上述の事情からこのことを正当化したり開き直っているということは一切なく、新しい彼女を既に付き合っている彼女たちに紹介する際には毎回のように冷や汗をかいている。また、強制こそしないものの、彼女同士は皆仲良くして欲しいと思っていて、そのために可能な限りの手は尽くそうとする。
付き合わなければ“運命の人”が死んでしまうことについては思い悩む描写もあったが、静の告白を受けた際に“運命の人”であることや付き合わなければ死ぬことなど関係なく、自身が純粋に相手を好きになっていることに気付き、以降はそのことで思い悩むような描写は無くなっている。また、彼女たちには“死にたくないから付き合う”のではなく“幸せだから付き合う”という恋をして欲しいと心から願っており、「愛し合わなければ死ぬ」という事情を彼女たちには全く告げていない。

#### 彼女（1-10人目）
花園 羽香里（はなぞの はかり）
声 - 本渡楓 / 上田麗奈（ボイスドラマ版）
最初の彼女（後述の唐音と同時）。恋太郎へ最初に告白した可憐でおしとやかな少女。6月22日生まれ。高校1年生で恋太郎と同じ1年4組。
ぶりっ子で計算高い側面があるものの、唐音に問い詰められる静を気遣ったり、凪乃に恋太郎の思いの強さを教えるなど、他人を蹴落とそうとするようなことはせず、気配りのできる優しい性格である。頭も良く、中間テストで240人中の25位。
名前の通り、謀（はかりごと）をめぐらすことが多く、妙案があれば他人の案でも「完璧な計画！」と言うのが口癖のようになっている（ただし、自身が計画した作戦などは何らかの要因で破綻することも多い）。Gカップの巨乳で自身のプロポーションには絶対の自信を持っており、褒められるとドヤ顔になる。自作のセクシーブロマイド集を恋太郎へ送ったこともあった。胸の先っちょが敏感。右太股の裏側と左胸の下にホクロがある。考え事をする時には無意識に口元に手をやる癖があり、熱中すると指をはむはむしてしまう。生まれつき恋に対して盲目的であり、恋太郎への思いの強さから、変態じみた行動や思考を取ることも少なくない。実はお金持ちのお嬢様であり、家では大きな犬(アルス)と高級そうな猫(ブッチ)を飼っている。
恋太郎には「くん」、他の彼女たちには年下年上関係なく「さん」を付けて呼び、母親である羽々里のことは「お母様」と呼ぶ。
同時に彼女となった唐音とは何かと張り合うことが多いが、内心では互いに認め合っており親友と呼べる関係になっている。唐音と羽々里がキスしかけた時には思わず嫉妬して唐音を投げ飛ばすほど。唐音がツンデレを喪失してしまった時には、かつて彼女が羽々里を力ずくで止めてくれたことを回想し、出来うる限りのことをしてツンデレを取り戻そうとした。
花が大好きな山女とも仲が良く、彼女が褒められるとまるで自分のことのように喜ぶ。
母親である羽々里を尊敬し慕っているが、羽々里が恋太郎の彼女になった時には流石に動揺を見せていた。親子仲睦まじい描写も多いが、羽々里があまりに大人気ない姿を見せた時には苦虫を噛み潰したような顔になったり、厳しい言葉を浴びせかけることも。
院田 唐音（いんだ からね）
声 - 富田美憂 / 白石晴香（ボイスドラマ版）
最初の彼女（上述の羽香里と同時）。恋太郎へ2番目に告白した金髪ツインテールの少女。9月9日生まれの高校1年生。恋太郎と同じ1年4組。
恋太郎との出会いの時期は羽香里と一緒だが、告白は先を越されている。恋太郎ファミリーの中では主にツッコミポジションである。
事ある毎に「○○じゃないんだからね！」と言ってしまう、いわゆるツンデレキャラであり、恋太郎だけではなく他の彼女たちや無生物などの森羅万象あらゆるものに対してもツンデレをかましているが、かなり頻繁かつ強烈なため、かえって本音がわかりやすかったりかなり無理のある表現になってしまったりする。自分の気持ちを素直に言えないことも多いが、突っ込む時や真剣に相手のことを思った時にはズバリと物事を言ってのける。その一方で非常に打たれ弱い一面も持っており、自身の性格について落ち込むことも多々ある。褒められると照れながらも無意識におさげの先を指でくるくるするといった仕草を取る。普段はあまり笑顔を見せないためか、笑顔になると珍しさゆえに写真を撮られたり、逆に怒っていると思われたことも。ちなみに、家族全員も同様にツンデレであり、賑やかではあるが家族仲はいたって良好。
恋太郎や他の彼女のことは基本的には年下年上関係なく名前を呼び捨てにしている（例外として、静や凪乃のことは最初「好本」「栄逢」と苗字の方で呼んでいた）。
中間テストの成績は恋太郎より1つ上の87位。
恋太郎と出会った後に料理を勉強した結果、料理上手になっている。得意料理は唐揚げ。
スレンダーな体型（A寄りのBカップ）を気にしていて、レジャープールに行った時には暫く恋太郎へ水着姿を見せられずにいた。また、恋太郎ファミリーの巨乳勢に対して対抗心を持つことも少なくないが、一方で憧れもあり、一時的とはいえ温泉の効能で巨乳になった時は元に戻りたくないと温泉から出ることを拒絶したこともあった。見た目によらずゴリラのような腕力を持っており、そのパワーで呉莉羅連合の総長と渡り合ったり、花園家の屋敷の赤外線突破に貢献する。ごくたまに恋太郎へ暴力を振るうこともあるが、その時は毎回直後に泣いて謝っている。このパワーは彼女の人並み外れたツンデレ因子によるもので、楠莉の「ツンデレじゃなくなる薬」を服用してツンデレを喪失した際には非力な少女となっていた。
羽香里とは最初の頃は衝突していたが、恋太郎とのファーストキスを経てから次第に絆を深めて自ら親友と口にするほど仲良くなる。キスゾンビ事件の時には抜群のコンビネーションを見せ、お互い理性が無くなっていたとはいえ、二人で何度も何度もキスを交わしており、その仲の良さは恋太郎と楠莉が力ずくで引き剥がそうとしても離れないほどであった。
あー子とはギャルファッションという共通点から仲良くなり、休日には二人だけで映画を観に行くなどズッ友の関係となっている。
好本 静（よしもと しずか）
声 - 長縄まりあ / 石見舞菜香（ボイスドラマ版）
3人目の彼女。本が大好きでもの静かな少女。11月1日生まれの高校1年生で恋太郎と同じクラス。図書委員であり、制服の時は常に腕章をつけている。本を読んでる時にシーンによって無意識につま先を動かす癖がある。
自分の声で喋ることが非常に苦手で、子供の頃からずっと「持ち歩いている愛読書の一文を指差す」ことで意思疎通をとっている。そのことでクラスメイトから変人扱いされたり、母親（声 - 米澤円）から叱責を受けるなどして自信を失い長らく孤立していた。
恋太郎に「目を見て話せるように」と音声読み上げアプリを使うことを提案されてからはそれを使って話すようになり、恋太郎と付き合い始めて羽香里や唐音たちとも親交を深めたことで、本編以前よりも明るく行動的になった。恋太郎に対してはより積極的になることができ、ファーストキス以降は何度も自ら進んで口づけを交わしている。
上述の通り、彼女の台詞は自分で喋っているわけではなく、愛読書の文章や登場人物の台詞からその時適切なものを選んでいるため、口調が安定せず仰々しかったり継ぎ接ぎの言葉遣いになることが多く、時々「〜でやんす」と子分のような口調になったりもする。また、笑う時も声を上げずに『高らかに笑った』という定型文を常に使用している。感情が昂った時などには思わず声が漏れたりすることもあり、そういった場合や作中で描写されるモノローグでの素の言葉遣いは普通の範疇である。言葉が読み上げアプリ内に存在しないと思われる場合は別々の単語や文章を繋げて表現している。なお、指差しや読み上げアプリを使っている時の台詞はカッコ書きつきで表記されている。
中間テストでは240人中44位。
恋太郎のことは「くん」付けで呼び、他の彼女たちには後輩の胡桃や知与なども含めて基本的に「さん」を付けて呼ぶが、楠莉との初対面時はアプリの中に彼女の名前を入れていなかったためか、“薬物を支配せし者（ドラッグルーラー）”と愛読書内で登場する異名で呼んでいた。
真面目な性格なので、恋太郎ファミリーの中ではどちらかと言えばツッコミのポジションにいる。
小顔で口が小さい。体型も非常に小柄で子供のようであるため、15歳ではあるものの作中では度々幼女扱いされている。強風で空へ飛ばされてしまう程に軽く、恋太郎の肩に時々乗せて貰っている。恋太郎ファミリーの中で一番非力であり、そのか弱さは縄張りを守る番犬が思わず庇護してしまうほど。泳ぎも苦手でレジャープールに行った時には浮き輪を使っており、アクシデントで浮き輪が破れた時は流れるプールの中洲で漂流してしまっていた。また、花園家では勢いでプールの中に飛び込んだはいいものの溺れてしまい凪乃と楠莉に助けられている。
凪乃とは二人でいるシチュエーションが多く、男装した凪乃のことを「我が騎士」と呼んだり、恋太郎とのキスで倒れそうだったのを助けてくれた時にキュンとなるなど彼女のことを慕っていることを示す描写が多く、かくれんぼの際には二人で段ボール箱の中に寄り添い合う形で隠れるなど要所で仲睦まじい様子が描かれている。
母親のことは慕ってはいたものの、喋ることが苦手なことからそのことを上手く伝えられず関係がギクシャクしてしまい、結果的にスマホを取り上げられる事態にまで陥ってしまったが、凪乃と恋太郎の助力により母親と真正面から向き合い自身の気持ちを伝えたことで関係が改善。その後に母親から料理を教わっている様子が描かれた。
栄逢 凪乃（えいあい なの）
声 - 瀬戸麻沙美 / 陶山恵実里（ボイスドラマ版）
4人目の彼女。AIのように知的でクールな美少女。3月14日生まれの高校1年生で恋太郎と同じクラス。
長く美しい銀色の髪が特徴。羽香里に負けず劣らずグラマラスだが締まるところは締まったモデルのような体型をしている。
学業優秀で中間テストでは全教科満点の学年1位。動揺した時などに心を落ち着かせるために円周率をひたすら挙げる癖がある。また、身体能力も彼女たちの中では比較的高めであるが、高所恐怖症で高いところに立つと一歩も動けなくなってしまう。食事をサプリだけで済ますこともあるためか食が異様に細く、寿司9貫で満腹となったり、普段の弁当からウインナーを一つ多く食べただけで吐きそうになる。
他人のことを呼ぶ時には誰に対してもフルネームで敬称をつけずに呼んでいる。なお、ナディーのことは「大和撫子」と本名の方を呼ぶ模様。
何よりも効率を優先しており、かつては人間関係など無駄だと切り捨てていたが、恋太郎と出会ったことで効率優先は変わらないものの、人との繋がりにも意義を見出だすようになる。また、当初は感情表現に乏しく感情が無いと周りに言われたこともあったが、恋太郎の彼女になってからは以前よりも感情が表に出るようになった。
プールに行った際に躊躇なく恋太郎に自分の胸を触らせたり、小さくなる薬の効果が切れたことでそれまで着ていた服が破けて全裸になっても恋太郎へのキスを優先するなど、効率が羞恥心に勝る場面が多い。
恋太郎の彼女だからといって皆が馴れ合う必要はないという意見を持ってはいるが、自身は皆のことが好きなので一緒にいると語っている。特に静に対しては頭を撫でたり、ばた足の練習を手伝ったりなど、彼女のことを気にしている描写が多く、芽衣を驚かせるための芝居（カッターで刺すように見せて直前で刃を引っ込めるもの）で静が泣いてしまった時には今までにない程狼狽していた。休日には二人で買い物に出掛けるなど回を追うごとに親密になっており、カラオケのエピソードでは「……好本静 私はあなたのことが──」と吐露している。また、美しさ探しにおいて静の番が来た際には無意識に美しいところではなく可愛いところを挙げてしまっていた。静が母親にスマホを取り上げられた時にもいち早く彼女の異変に気付き、その解決に尽力している。
美々美については、かつて自身に差し伸べてくれた手を無意義と振り払ってしまったことを後悔しており、贖罪の意味を込めて彼女の提案した美しさ探しの勝負を受けて立ち、その後和解へ至った。
上述の小さくなる薬の一件により、彼女たちの中で唯一恋太郎の家に泊まった彼女となっている。
薬膳 楠莉（やくぜん くすり）
声 - 朝井彩加 / 金元寿子（ボイスドラマ版）
5人目の彼女。静よりも小柄な少女。4月18日生まれのおひつじ座。
名前の通り薬が大好きで、ノーベルもビックリするような様々な薬を開発している。アホ毛と語尾に「なのだ」を付けて喋ったり、笑う時には「くすりくすり」と笑うのが特徴。薬の実験に夢中になるとトイレに行くのが面倒になるため、いつ漏らしてもいいように常にオムツを履いており、時々失禁している。左胸にホクロがある。
恋太郎や他の彼女たちのことは下の名前で呼ぶが、身内のヤクは「おばあちゃん」と呼んでいる。
開発する薬の効果は様々であり、有用性が高い且つ副作用がないものもあれば、1歩間違えられたら命に関われるレベルの劇薬も存在する。作中本編では、奇想天外な薬を駆使して幾度もトラブルを起こしており、彼女の薬が話の発端となることも多い。また、常に何らかの薬を所持しているが、それを全て取られてしまうと禁断症状を起こしてしまう。
3チャンの児童向けアニメ「ぺぺぺのペン太郎」が大好きで、恋太郎に似ているという理由で主人公のペン太郎を好み、母親からガチャポンでペン太郎の人形を買って貰っている。
実は恋太郎よりも先輩の高校3年生で化学部の部長であり、普段の小さい姿は失敗した不老不死の薬を飲んだ際の副作用によるもの。そのため、打ち消しの薬を飲むことで少しの時間だけ18歳の元の姿に戻れる。元の姿に戻ると背と髪が伸びてグラマラスな体型になり、精神年齢も年相応のものとなり語尾が「なのだよ」に変化する。一方で視力が低下するため、元の姿の状態ではメガネが必須となったり胸が実験の邪魔になるため、特別な理由がない時は元の姿になることは少ない。
祖母であるヤクのことを強く慕っていて、18歳の姿と精神年齢に戻っても変わらずヤクに甘えている。また、上述の不老不死の薬はヤクのために作っていたものである。
騎士華とはクラスメイト。
花園 羽々里（はなぞの ははり）
声 - 上坂すみれ
6人目の彼女。花園羽香里の母親。5月12日生まれの29歳。
卓越した美貌と羽香里を超える胸囲（Iカップ）を持つ。とても大きな屋敷に住んでおり、たくさんの使用人を従えている大富豪。年下と可愛いものが大好きで、恋太郎と恋太郎ファミリーの女の子たちを常に愛でており、あまりの可愛さに頻繁によだれを垂らしている。恋太郎や他の彼女たちのことは「ちゃん」付けで呼んでいるが、例外として年上のヤクにはさんを付けて呼び、芽衣や妹は自身の従者なので立場上呼び捨てにしている（芽衣について初期は「銘戸」、恋太郎の彼女になってからは「芽衣」と呼んでいる）。また、実の娘である羽香里のことも「羽香里」と名前で呼んでいる。
羽香里の父親とは学生の頃に知り合い互いに愛し合っていたが、病により死別。恋に盲目だった羽々里は彼の生きた証を残すために、当時最新の医療を用いて人工受精を行い13歳で羽香里を産んだ。
上述のこともあって羽香里のことを溺愛しており、羽香里が赤ちゃんの時には何度もディープキスをしていた。羽香里以外に複数の女性と付き合っていた恋太郎のことも当初は五股男や蛆虫呼ばわりするなど敵対視し、二度と会えないよう羽香里を軟禁してその後に転校と引っ越しを画策していたが、直接恋太郎と対面したことで目が合い“運命の人”であることが判明。即座に恋太郎へ交際を申し込んだ。直後に羽香里が飛び降りを謀ったことで窮地に陥るが、それを命懸けで救った恋太郎を見て彼の思いが全て本心であることを思い知り、叩頭しながら羽香里との交際を認める。この時に「羽香里だけじゃなくあなたにも幸せになって欲しい」と恋太郎から先程の告白を受け入れられたことで、恋太郎の彼女となった。
登場時は荘厳で気品溢れる佇まいであったが、恋太郎の彼女になってからは本能の赴くまま行動しており、娘以上に暴走することが多くなっている。恋太郎が学校へ行っている間に会えなくなるのが嫌で恋太郎が通う高校を買収し、理事長に就任したのもその一例である。普段は腰まである長い髪を下ろしているが、理事長として学校にいる時はアップにして纏めている。また、楠莉が「赤ちゃんになる薬」を持っていることを知ると、皆に着せるためわざわざベビー服を作ってはベビー服を着せたいと子供のように駄々をこねるなど、回が進むごとに過激な行動をとるようになっている。
持ち前の財力は話の起点や恋太郎の作戦などに効果的に使われている。
幼い頃にテレビ番組で見ていたテディベビーに思い入れがあり、毎晩一緒に寝てはディープキスをしていたことを述懐している。
恋太郎の彼女になって以降、羽香里から度々きつい言葉を浴びせられることもあるが、親子仲は基本的に良好である。
胡桃のことを気に入っており、よくちょっかいを出してはキツい突っ込みを食らうのが定番となっている。
芽衣についてはただの従者ではなく友人以上の存在と見なしており、当初は養子として迎えようとしていた。
騎士華の甘え癖を見抜き自身の母性から彼女と絡むことも多い。
原賀 胡桃（はらが くるみ）
声 - 進藤あまね
7人目の彼女。黒髪でエメラルド色の瞳を持つ少女。9月3日生まれの中等部3年生で、恋太郎たちにとって初の中学生かつ後輩の彼女となる。恋太郎ファミリーの中では唐音に次ぐツッコミを担当。
先輩や年上相手にも容赦ない物言いをするが、一応敬意は持ち合わせている。恋太郎と学年が上の彼女たちには名前に「先輩」をつけて呼び、教師には「先生」、年上相手にも「さん」を付けて呼んでいるが、羽々里のことは「アンタ」と頑なに名前を呼ばない。同級生や後輩の彼女は名前の方で呼ぶ。
クレーンゲームが得意。
食欲旺盛ですぐにお腹が空いてしまう体質を持ち、その時は腹がくるくると鳴るのが特徴。いつも食べ物のことばかりを考えており、何を見聞きしても連想ゲームのように食べたいものが浮かんでしまうので、普段はフードとヘッドホンで視界と音を遮っているが、食べる時には全身全霊で味わうために毎回これらを取り外している。キスの時も同様。食事の際には目をキラキラと輝かせては物凄く美味しそうに食べる。その時に周囲に与える影響は凄まじくフードファイトフェスティバルでは胡桃のその姿を見た参加者が思わず触発されてしまい余計におかずを食べるほどであった。反面、空腹時は常にイライラして他人にキツく当たってしまう悪癖があり、すぐにお腹が空くことと併せて自己嫌悪していたが、美味しそうに食べる胡桃を見ると幸せになると恋太郎に言われてからは以前ほどイライラしなくなる。
当初は他の彼女たちとは馴れ合わないスタンスだったが、フードファイトフェスティバルを共に戦い抜いたことで絆を深め、皆を慕うようになり、ディープキスの味が気になってイライラが抑えきれなくなった時には、皆と一緒に昼食が食べられないことが辛くて涙を流す程にファミリーとの親交が深まっている。
採れたて新鮮な野菜を持ってきてくれる山女には思わず「嫁ぎたいっ!!!!」と口にしている。
紅葉とは同学年で同じクラスの隣同士。ハイキングの時に些細なことで喧嘩をするものの、すぐに仲直りしてからは互いに気のおけない関係となっている。
銘戸 芽衣（めいど めい）
声 - 三森すずこ
8人目の彼女。常に微笑みを絶やさない可憐な女性。5月10日生まれの19歳。花園家のメイド。
口調がとても丁寧で、恋太郎たちのことは「様」付けである。ただし後輩である妹に対しては口調は変わらないものの呼び捨てである。また、エイラのことはスーパー銭湯等での交流を経た上で「ちゃん」付けで呼ぶようになった。滅多に怒ることは無いが、仕事仲間の妹に対してはメイドの先輩として叱りつけることもあり、時には尻叩きなど折檻も辞さない。恋太郎へ告白したのは30話だが、初登場はもっと前で花園家の騒動の時点から登場している。
闇金漬けのDV両親に捨てられ行き倒れていたところを羽々里に救われたため、彼女のことを深く敬愛している。それ故、当初は恋太郎のことが好きになっても主人の恋人であるならば恋をするなど言語道断と言っていた（直後に羽々里から「自分の気持ちに素直になりなさい」と言われ、即座に意見を翻している）。羽々里のためならばどんなことでもすると語っており、時折物騒なことを口にしたり狂気じみた行動に走ることも。
所謂「糸目」に見える姿をしているが、漫画的な表現ではなく本当に普段から目を閉じており、目を開こうとしても常日頃から笑顔を維持しているせいで表情筋が制御できず、自力での開眼は殆ど不可能。そのため、何かのきっかけで強く感情を突き動かされた時のみ無意識に開くようになっている。虹色という特徴的な瞳を持つが、初登場時点で彼女の瞳を見たことがあるのは羽々里のみであった。上述の通り閉眼しているため、当然周りも見えていないが、本人曰く音や気配を察知して行動することで日常生活やメイドの業務に支障は無い模様で、この状態で車やヘリコプターの運転も問題なくこなしている。運動神経も抜群で超人的な動きが可能。野球部の助っ人をした時にはドラベースのような魔球を投げていた。料理も得意で恋太郎に好物の卵料理を取り揃えた弁当を作ったり、胡桃も絶賛するお茶を淹れたりしている。
他人に尽くすことを信条としており、命令されたことに応えることを喜びとしていたが、その陰には自身にはそれ以外に価値がないという思い込みがあった。しかし、恋太郎から彼女自身が存在することに価値があると言われてからは、尽くされることにも幸せを感じるようになる。
恋太郎に尽くす様子を作中では犬のように描写され、犬の耳と尻尾を生やされることが度々ある。また、ナディーから自由な姿を見せて欲しいと言われた時には犬のコスプレをしていた。
育と絡むことが多く、彼女が望むケツバットを躊躇なく実行している。
須藤 育（すとう いく）
声 - 高橋李依
9人目の彼女。スポーティーで爽やかでボーイッシュな少女。1月9日生まれの高校1年生で恋太郎の隣のクラス。スレンダーな体型でスパッツを常に履いている。一人称は「ボク」。
皆のことを呼ぶ時は同い年と年下は名前の方をそのままで、年上には「先輩」「さん」「先生」と敬称を付ける。
女子野球部に所属しているが、彼女を除いた部員全員がアメリカへ留学してしまったため、部が存続の危機に瀕し、素振りのデモンストレーションを兼ねて部員募集をしていた時に恋太郎と出会い恋に落ちた。
トレーニングや体を鍛えることに対して名前の通りストイックであるが、その量については度を越していて、10万回以上も素振りをしていたこともある。一度やり始めると倒れるか体が壊れるまで続けようとするなどオーバーワークで常に肉体を酷使しており、その度に「キッツ…」と口癖のように言いながらも喜びに満ち満ちた顔をする、いわゆるマゾヒストである。これを見抜いた恋太郎が告白の際にわざと一度断わった時は、その心の痛みを全身で味わって悦に入っていた。ケツバットが好きで、部活以外のプライベートでもバットを服に忍ばせてはそれを他の彼女たちへ差し出してことあるごとに要求している。特に芽衣からのケツバットを好んでいる模様。逆に痛みを失うことには弱く、紅葉のマッサージで筋肉痛を消された時にはあまりの悲しみに絶叫していた。
過去に自身が打ったホームランで観客に怪我を負わせたことがトラウマになっており、打席に立つとバットを振れなくなっていた。しかし、相手チームに静を攻められたことへの怒りや恋太郎の助力もあり最終的にはトラウマを克服する。
女性らしい格好を似合わないと思っていたり、エッチなことをされると自分はそういうキャラじゃないと返したり、ボーイッシュな自分にコンプレックスを持ってるような側面を出すことも少なくない。
美杉 美々美（うつくしすぎ みみみ）
声 - Lynn
10人目の彼女。麗人のような少女。3月3日生まれの高校2年生。実家は豆腐屋を営んでいる。
恋太郎のことは「くん」を付けて呼び、他の彼女たちは年下も含めて「さん」を付けて呼ぶ。
長身で恋太郎よりも背が高い。自己愛と自己肯定力が極めて強く、自分が世界で一番美しいと強く信じており、可能であれば自分で自分と付き合いたいと恋太郎に語ったこともある。とにかく美しいものを好んでおり、それが他人であっても美しければ称賛を惜しむことはない。基本的にはポジティブであり、他者からの言葉を逐一自分への称賛と受け取っては「ふふーんですわ」と得意気な顔になる（恋太郎曰くこの時は美しいというよりも可愛い）。このように「〜ですわ」といったお嬢様のような喋り方をするのが特徴だが、これは美しさを磨くため後天的に習得したものである。とてもノリが良く、他の彼女たちともすぐに打ち解けた。
美に対しては強い拘りを持ち、美しくなるための努力を決して怠ることはなく、例え他人であってもそのスタンスは変わらない。美への知識も豊富で、コスメグッズも一通り所持している。なお、美への資金は美容のためも兼ねて新聞配達のアルバイトで稼いでおり、それで鍛えられた結果足が速く、美しいフォームで走れることも相まって四町対抗市民運動会ではアンカーとして活躍した。世界で一番美しいのは自分であると自負しているが、自分より美しいと感じる者が現れても、そのことを認める潔さも持ち合わせている。また、外見だけでなく内面の美しさも見ることが出来、恋太郎のやさしさを感じ取って内面の美しさに改めて惚れ直していた。一方で、汚れることに対しての恐怖心も強く、当初はチョコソースクリームを溢して服を汚すことを想像して青ざめていた。
上述のように恋太郎のことを愛しているが故に演劇の芝居でもキスシーンを断っている。
恋太郎ファミリーについては全員地の美しさが高いと評している。特に凪乃の美しさを特別視しており、かつてはその美しさに中学時代に一目惚れして友達になろうとした過去があった。その切っ掛けを作るため、凪乃に無断で中学の校内ビューティーコンテストへ応募するも、優勝を奪われた上にその壇上で無意義なものを排除していた当時の彼女に拒絶されてしまい、それ以降は彼女に対して憎しみのようなものを抱いていた。恋太郎を通じて凪乃と再会した際にはその感情を爆発させ、恋太郎ファミリーからの追放をかけて美しさ探しで勝負することを提案する。その勝負の末、凪乃が恋太郎の彼女となったことで当時から心境の変化があったことを知らされる。凪乃から改めて「友達になりたい」と言われたことで過去のわだかまりは氷解し、それを受け入れて漸く彼女と念願の友人関係を築くこととなった。また、凪乃と母校である美嶺中学校の文化祭に行った際に彼女が当時の行為に未だ罪悪感を抱いていることを察し、敢えてビューティーコンテストの再戦を申し込み、同票優勝という結果を以てあの日があったからこそこうして並べたと告げ、その罪悪感を払拭している。
自身を慕う愛々については先輩または友人として時に厳しく時に優しく接しており、彼女の成長を感じ取ると自分のことのように喜んでいる。また、彼女の素顔を見た時はその美しさに興奮を隠しきれないでいた。
同学年である椎奈を気にかけており、恋太郎が風邪を引いて学校に来れなくなった際には他の彼女たちの協力を仰いだ上で彼女の寂しさを解消した。

#### 彼女（11-20人目）
華暮 愛々（かくれ めめ）
声 - 高尾奏音
11人目の彼女。前髪で目を隠している少女。10月10日生まれの高校1年生で恋太郎と同じクラス。
極度の恥ずかしがり屋であり、特に顔を見られることを苦手としていて、強風でスカートがめくれ上がった時ですらスカートではなく前髪を押さえる程である。前髪で目を隠す前はお面や覆面をつけていた。なお、その素顔は偶然目撃した恋太郎や美々美によるとかなりの美貌の模様だが、読者に見えるような描写は未だない。また、スタイルの方も普段は小さく見せる下着をつけているが、それでも目立つ程にバツグンであり、巨乳(第46話の扉絵でHカップで当時、羽々里に次ぐナンバー2であることが示唆されている)。
編み物が得意であみぐるみをよく作っており、制服の上に着ている服も自作のものである。
恥ずかしくなり過ぎると無意識で上述のあみぐるみを投げ、それに気を取られている内に隠れる「ミスディレクション」を使ってしまう。そのため、例え好きになっても目の前から消えてしまうことになるため自分には恋愛が出来ないと思っていたが、消えた彼女を実際に見つけ、「どんなに隠れても必ず見つけ出す」と言ってくれた恋太郎を受け入れ彼女となった。彼女になった後も暫くは恥ずかしくなるとすぐに消えていたが、恋太郎ファミリーの他の彼女たちと交友を深めたことでその頻度も当初よりは減ってきている。
皆から注目を浴びても堂々としていられる美々美に対して憧れを抱いており、ナディーから自由な自分の姿を見せて欲しいと言われた時には美々美の格好をしており、以降もペアとなって行動する描写が多い。
伊院 知与（いいん ちよ）
12人目の彼女。眼鏡を掛けたお下げの小柄な少女。10月1日生まれの中等部1年生で恋太郎の従妹であり、眉毛の形が酷似している。母親とは死別しており、父親であるヒロ叔父さんと二人で暮らしている。
責任感が強く、名前の通り委員長気質な性格。特に乱れを嫌っており、乱れたものを見ると顔をしかめて「ゔーッ！」と唸りをあげる癖があり、それを正さないと収まらない。また、数ヶ月前まで小学生だったとは思えない程しっかりしていて家事などもこなしている。家庭料理が得意でクラスメイトからの評価も高い。当初は杓子定規な一面もあったが、他の彼女たちとの交流やナディーのアドバイスを受けて、徐々に柔軟な考えをするようになった。作中では唐音や胡桃に次いでツッコミを担当。
普段つけている眼鏡は亡き母の形見であり、フレームが今の彼女にはサイズが大きいため、ふとした拍子で外れてしまうことが多い。この時、何も見えなくなることで強い不安を抱くため、普段の佇まいとは打って変わって号泣してしまう。また、上述の癖を抑えるために自ら眼鏡を外すこともある。
就寝の時には髪を下ろしている。また、格好によっては昼間から髪を下ろすこともある。
上述の通り恋太郎とは親戚だが、妹みたいな感覚になられては困るからとヒロ叔父さんにより幼い時には一度も対面させては貰えなかった。成長してから初めて対面し、"運命の人"であることが判明する。その後、ヒロ叔父さんの作戦によって恋太郎とスキンシップを重ねている最中に恋太郎が自らが一番欲しい言葉を欲しい時にくれたことで心が大きく動き、ヒロ叔父さんの仕掛けで眼鏡を外されたことで感情が爆発してそのまま告白。一度は他人によって仕掛けられた告白であることから断られるも、本心からの告白であることを伝え、恋太郎の彼女となった。
校内でのキスを乱れた行為であると恋太郎ファミリーに向けて禁じたことがあったが恋太郎とキスをした後に「ゔーッ！」とならなかったことから乱れた行為ではないと思い直してキスを解禁した。
元の姿の楠莉に母親の姿を重ねており、打ち消しの薬を飲むように促したこともある。
ナディー / 大和 撫子（やまと なでしこ）
13人目の彼女。アメリカンな格好をした金髪の女性。2月11日生まれの24歳。国語教師。左利き。常に英語混じりの言葉（いわゆるルー語）を話す。フリーダムを信条とし、強いアメリカ愛を持っている。
他者の名前を呼ぶ時は名前の後にその人物を形容する英単語を付けて呼ぶ（例：愛城恋太郎→恋太郎ボーイ）。
普段はナディーと名乗っているが、本名は大和撫子であり、生まれも育ちも純然たる日本人である。元々は黒髪で純和風な容姿をしており常に着物を着せられていた。由緒正しい大和家の長女であり、幼少期から親に伝統文化を無理に押し付けられて育ってきたが、琴が上手に引けなかった罰として閉じ込められた蔵の中で偶然アメリカのホームドラマのビデオを見つけて視聴し、その自由な世界に衝撃を受けたことでアメリカへ強い憧れを抱くようになり、成長後には髪をブロンドに染め、今までと打って変わって派手な格好をするようになる。なお、そのことに激昂した親からは勘当を言い渡されている。
普段は自由奔放な言動を振る舞っているが、一方で警察から事情聴取された時など不測の事態が起きた際には素に戻ってしまい、大人しく常識的な立ち振る舞いをするようになる。また、酔っ払った時にも素に近い状態で且つ泣き上戸と化してしまう。
英語教師志望であったものの、英語が全然出来なかったため、英語教師を諦めて国語教師となった。アメリカ帰りという触れ込みを作るためにわざわざ一度アメリカまで行って5分間滞在している。
恋太郎に一目惚れして自ら告白するが、アメリカ人には交際を始める際に告白を行う習慣が無いことから日本人であることを見破られてしまう。しかし、第三者からは外国人に見られることの方が多く、恋太郎ファミリーのメンバーも初見では日本人であることに誰も気付かなかったが、彼女達には親交の証として日本人であることを自ら明かしている。普段はアメリカに影響を受けた言動が多いが、日本舞踊や剣道など和について幼少期からの教育が表に出てしまうケースも多々ある。
委員長として振る舞おうと無理をしていた知与に過去の自分を見て、自らの経験を基に彼女へアドバイスしたことが切っ掛けとなり、以降は二人でいるシチュエーションが増えた。
優敷 山女（やさしき やまめ）
14人目の彼女。200cmもの身長を誇る巨躯の少女。8月11日生まれの高校1年生で、育と同じクラス。園芸部の部員で学校の畑で中学から花や野菜を育てている。頭に特徴的な髪飾りをしているように見えるが、これは本物の花と蝶々であり、いつの間にか住み着いたのを追い出すのが可哀想だからとそのままにしている。自分のことを「おで」と言ったり語尾に「〜だど」と付けるなど訛りのある喋り方をする。他の人のことを呼ぶ時は名前の後に「サン」を付けている。
とても心優しい性格で全ての動植物に対して愛を持って接しており、自然が多い場所では自身の大きな足で虫や植物を踏まないように竹馬を使用して移動したり、雑草ですら捨てることを拒んで専用の畑を作ったりもしている。「○○だって生きてるんだど」と言うのが口癖のようになっている。自然を愛し自然に愛されていて、鳥や動物なども自ら彼女に近付いて来る程である。
昔に山火事を見たことから火を苦手としており、教頭先生のお灸ですら見ると恐怖で震えてしまう。お灸が髪に引火した教頭から放たれた火の粉が飛んでくるのを恋太郎に庇われたことで、初めて誰かから守られたことに感情を揺さぶられてそのまま告白し、それを受け入れられて彼女となる。
小さな命を守ることが出来る大きくて頑丈な自身の体を誇りにしているものの、体が大きいことをコンプレックスとしている一面もあり、世の男性が自分より大きな女性を好まないという街頭インタビューを見てからそのことを気にしていた。しかし、恋太郎に自分は大きな女性にも萌えると告げられたことでその辺りは払拭された模様。
羽香里とは互いに花好きが高じて一緒にいることも多く、彼女から女性の魅力の出し方を学んだこともある。
茂見 紅葉（もみ もみじ）
15人目の彼女。4月8日生まれの中学3年生。胡桃とは同じクラスで席も隣同士。小柄な胡桃よりも小さく、静や楠莉や知与と同程度の身長で普段は大きなリボンを付けている。マイペースな少女で、誰に対しても「〜なのです」と丁寧な口調で喋る。父親の名前はもみ助（紅葉曰く野比のび太と同じシステム）。
マッサージが得意でどんな凝りも揉みほぐすことが出来、受けた者は皆恍惚の表情を浮かべるほどの腕前を持っている他、相手の何処が凝っているかを瞬時に見抜く力がある。マッサージ師を目指しているが、その理由は女体の感触が大好きだからというのが大半を占めており、感触フェチを自称している。人物以外にもおっぱいマウスパッドや焼く前のパン生地など感触の良いものを好んでいる。揉み甲斐のある凝りや女体を揉む時には興奮して「ふぉーー」と思わず口に出してしまう癖がある。また、恋太郎の唇の感触もお気に入りである。
校内に出没する謎の凄腕マッサージ師の情報を聞きつけた恋太郎が彼女たちを癒やして貰おうと探していた時に出会う。恋太郎のアトムのように硬くなった凝りをほぐしたことで親密になり、自分の夢への手助けのために毎日体をアトムのように凝らせてくる恋太郎の熱意と優しさを感じて告白し、彼女となった。
上述の通り席が隣同士の胡桃と面識はあったが話したことはなく、恋太郎ファミリー入りしてから初めてまともに会話することとなった。ハイキングで遭難した際には喧嘩をしたもののすぐに仲直りし、以降は気のおけない関係となっている。
薬膳 ヤク（やくぜん ヤク）
16人目の彼女。恋太郎に告白された幼老併せ持つ女性。楠莉の祖母で実年齢は89歳。8月9日生まれ。年金暮らし。名前のヤクは薬の"ヤク"ではなく屋久杉の"ヤク"から取られている。不老不死の薬の副作用で楠莉同様に8歳児の姿になっているが、楠莉が服用したものより完成に近い強力な薬だったため、打ち消しの薬を使用しても元の姿には戻れない。また、見た目だけが若返っているわけではないようで、あと80年くらいは生きると語っていた。見た目は楠莉とよく似ており恋太郎曰く双子の姉妹にしか見えない。喋りは実年齢に則した「〜のじゃ」といった老人口調となっていて、笑う時は楠莉同様に「くすりくすり」と笑う。実年齢が一番上ということもあり、基本的には恋太郎ファミリーのことは全員敬称を付けずに呼んでいる。彼女自身も薬作りのエキスパートで、若い頃は衛生兵として従軍していたかのような描写があり、夫(楠莉の祖父)とはそこで出会ったが、既に死別している。運動神経に優れており、剣道なども簡単にこなしている。また、かつての戦場を思い出すなど命の危険を連想することで任意にリミッターを外すことも出来る模様。学校関係者では無いが、楠莉の親類縁者として羽々里から許可を貰い、毎回のように来校している。
横文字には異常に弱く、英語やカタカナで表記される言葉が分からず、恋太郎に指摘されるまでアルファベットを文字として認識していなかった等、日本語以外の言葉が全く通じない。また、スマホを「板」、テレビを「箱」と呼ぶなど機械全般にも疎い。
恋太郎との出会いでビビーンとなったもののそのことには気付いておらず、恋太郎から告白することになった珍しいケースの彼女。当初は孫ほど年齢が離れていた恋太郎を子供扱いしていたが、必死に頑張る恋太郎を見て何かを感じ取ったのか、恋太郎の告白に対して「いつかわしのことも本気にさせてくれるのを楽しみに待っておるよ」と恋太郎ファミリー入りを承諾した。なお、その後の描写を見るとちゃんと恋太郎には惚れている様子がうかがえる。
孫の楠莉を溺愛していて、よく一緒にテレビ番組を見ている。
上述のようにカタカナ呼びが苦手なのでナディーのことは「なでー」と呼んでいる。彼女の言葉を理解できていない描写も多々あるが、ヤク自身はナディーを大切な友人と思っている。
紅葉のマッサージを大層気に入っているものの、楠莉の目の前で行うと嫉妬してしまうからと隠れて行っている。
土呂瀞 騎士華（とろとろ きしか）
17人目の彼女。騎士道精神を持つポニーテールの少女。10月10日生まれの高校3年生で楠莉と同じクラス。剣道が得意で、部活動では部長を務めている。その腕前は身体能力の高い凪乃や芽衣、経験者と思わしきナディーを打ち負かし、ヤクとは互角以上に渡り合う程である。面倒見も良く普段は頼りになる性格だが、幼少期から幼い弟や妹の面倒も親に代わって見てきたことで自らが親に甘えることが出来ず、その反動で母性や父性に強く飢えており、他者に甘やかされるとすぐにとろとろとした表情になり、最終的には幼児退行して赤ん坊のような言動をとるようになってしまう。また、赤ん坊や幼児を連想させるものを見たり聞いたりするだけでも物欲しそうな表情になるなど、隙あらば甘えたがる性分。恋太郎と出会うまでは、人目をはばかりながらボイスチェンジャーで変えた自分の声を両親に見立て、橋の下で一人で想像上の両親に甘えていたが、その現場を恋太郎に目撃され絶望する。しかし恋太郎が意に介さないどころか彼女の気苦労を察して存分に甘えるよう促したことで、とろとろに甘えた状態で恋太郎に告白し、彼女となる。
剣道ゲームで羽々里の策略の前に負け、勝者である羽々里から本心を見抜かれ「甘えて頂戴」と命令されて自身の本性を晒して以降、羽々里と絡むことが増えた。なお、この幼児退行の癖は自分自身の理性ではコントロールがほぼ不可能らしく、スイッチが入るとたとえ公衆の面前でも暴走し止まらなくなってしまい、正気に戻った際に「くッ…殺せッ！」と言いながら深く後悔するのがお決まりである。
同じ体育会系で精神論者であることから育とは同調することが多く、ラーメン屋へも二人で来店している。
楠莉とはクラスメイトで恋太郎ファミリー加入後親密になったが、ヤクにも甘えることがある関係上、おばあちゃんっ子である楠莉から反感を買ったりすることもある。
毛樽井 亜愛子衣（けだるい あーしー）
18人目の彼女。ギャルの少女。2月5日生まれの高校1年生。珍しい名前だがハーフというわけではなく所謂キラキラネームであり、本名よりも「あー子」というあだ名で呼んでほしいことを恋太郎へ告げる。言葉遣いはフランクでギャル語を使用するのが特徴。一人称は「あーし」で、他の人を呼ぶ時は名前の後に「っち」を付ける（例：恋太郎っち）ことが多いが、ヤクのことは「ヤクばーちゃん」と呼んでいる。ぬいぐるみなどかわいいものが好きで、見る度に「かーいー」と言うのが癖。
「人と同じ気持ちになること」が大好きで、基本的には明るくフレンドリーな性格だが、低血圧でけだるい状態から表情の変化には乏しくて常にへらへらとしたように見えることから誤解を受けやすく、かつての友人からはそれが理由で距離を取られてしまい、それ以降恋太郎と出会うまでは孤立状態であった。初登場回でそのことを知らずに一人で昼食を食べている姿を見て驚いた恋太郎は本人から事情を聞き、一緒にフリーマーケットでお店を開くことを提案、その際に「いつも同じでなければ浮いてしまうような『友達』でなくても、店員と客の一期一会の関係にも『同じ気持ちになれる』エモさがあるのではないか」という想いを伝える。その言葉に感動した彼女は将来ファンシーショップを開きたいと決意し、その隣に恋太郎にも一緒にいてほしいと夢を語る形で告白をした。
低血圧ゆえか運動が苦手でスタミナも乏しく、体力が尽きた時には「マジキモーい」（他者への暴言ではなく、体調が悪く吐き気がするという意味で）と言いながらバッタリと倒れてしまう。
唐音と一緒に買い物に出掛けた際に疎遠であった元友人たちと偶然再会、そこで起きたひと悶着をきっかけに唐音との友情が深まり、いわゆる「ズッ友」となる。
中二 詩人（なかじ うと）
19人目の彼女。5月16日生まれ。吟遊詩人を自称する少女。スナフキンのような格好をし、持って回った言い回しを好む所謂中二病。一人称は「ボク」で、他の人を呼ぶ時は年齢に関わらず名前を呼び捨てにしている。とても口が立ち、時に煙に巻くようなことを言っては相手をそのまま説き伏せてしまうこともある。運動はあまり得意ではない模様。小柄で恋太郎ファミリーの中でも背は小さい方である。
恋太郎と初めて出会った際には常に各地を放浪しているような物言いで別れてそのまま遠くへ行ってしまうことを匂わせて恋太郎の前から去ったが、すぐに再会し、同じ学校の中等部の2年生であることが判明する。
吟遊詩人を名乗ってはいるものの、持っているオカリナは上手く吹けず、詩のセンスも壊滅的であり、恋太郎ファミリー加入時に得意げに披露するもののメンバー全員が言葉を失ってしまう程であった。姫歌が強引に弟子入りしてきた際には、彼女の持つ本当の意味での歌の才能の前に思わず自分は格好つけてるだけだと吐露してしまい、脆い一面を見せた。
不意を突かれて驚かされることが苦手で、その際には思わず素に戻って「きゃあッ」といった悲鳴を上げたりしてしまう。ホラー映画も得意ではない模様。
女井戸 妹（めいど まい）
20人目の彼女。メイドの少女。恋太郎と同い年で9月6日生まれ。花園家の先代メイド長の孫で、中学校を卒業してから住み込みでメイド職に就いており、学校に通ってはいない模様。自身が理想とするメイド像そのものである芽衣を一目見た時から深く慕っており、苗字も偶然同じ読み方であることから、彼女の妹メイドを勝手に自称している。まじめに仕事に取り組んできたため腕は確かだが注意散漫な所があり、主に憧れの芽衣に気を取られてミスをしがちなドジっ子である。なお、恋太郎への告白は第101話だが、芽衣同様にその姿を見せたのはもっと前からで、唐音のツンデレが喪失した事件の折に、風呂場を覗いて大量の鼻血を出した羽々里への輸血を芽衣から指示されるメイドの一人として登場している。（第31話、第49話、第66話、第78話）
ツンデレな性格で恋太郎に対しては唐音以上に自分の気持ちを素直に出せないものの、彼の顔を物凄くイケメンであると評したり、その優しさに心をときめかせたりしていてべた惚れであることがうかがえる。当初はお姉様と慕う芽衣を取られたことで恋太郎を敵視しずっと目を逸らし続けていたが、二人の仲を引き裂くための裏工作をしている最中に偶然目が合ってしまい、運命の人であることが判明する。
恋太郎ファミリー入りした際は、芽衣が他の彼女たちから十分に尊敬されていないにもかかわらず親切に接していることに嫉妬してその場から飛び出してしまうが、胡桃と知与によって呼び戻されてからは打ち解け合い、それ以後二人とは親しい間柄となる。
百八の世話も渋々よくしているが、その際には注意を乱すものがないためいい仕事っぷりを見せている。
乙女ゲーや耽美な世界観の作品が好きで静と意気投合している。また、時折そのようなシチュエーションに出くわすと、まるで自分がその中の登場人物になったかのように妄想することもある。

#### 彼女（21-30人目）
盆能寺 百八（ぼんのうじ ももは）
21人目の彼女。10月8日生まれの27歳で倫理の教師。酒とギャンブルが好きで、かつてはタバコも吸っていた。
自制心ゼロで飲んだくれの浪費家、更に性欲が強いという煩悩の塊のような人物。自分が自堕落な人間であることは自覚して自らをダメ人間と称し、何かと「自分のようになるな」と口にする。
酒屋を営む実家を追い出されたことで校庭の隅でテント暮らしをしており、園芸部の顧問を引き受けた見返りの山女の野菜で食い繋いでいるなどだらしない部分も目立つが、思慮深く倫理の教師らしい一面を見せることも。また、部の備品を新調したり学校の草むしりをしたり、現在も親への仕送りは続けていたりするなど、自分の事はだらしないが他人にはとことん優しい性格。テント暮らしも実際には、実家で親孝行ばかりしていたため家庭を持てなくなるのではと心配した親が独り立ちさせたという経緯であり、決して親に嫌われているわけではない。なお、花の入った酒を飲んでることで酒浸りでテント暮らしの割には全身からいい匂いがしている。
上述の通り性欲が強く、その度合いは恋太郎に対して告白を通り越していきなり性行為を迫る程で、彼女になった後も健全を貫く恋太郎の理性を崩壊直前まで追い込んだこともある。
灰尾 凛（ばいお りん）
22人目の彼女。8月10日生まれの中等部2年生。両親がバイオリニストで彼女もまたバイオリンを弾くのが得意。「〜ですわ」とお嬢様のような喋り方をするが、美々美と異なりこちらは天然のもの。普段はおしとやかだが、血やグロテスクなものを見るとテンションが上がり「いひひ」といった笑い方をするようになり、「バイオレンすわ〜」と思わず口にしてしまうようになる。また、その際にはギザ歯であることが強調されるのが特徴。
幼少の頃に見てしまったバイ◯ハザードの映画が切っ掛けでバイオレンスなものが好きになるものの、それが普通ではないことを自覚しておりずっと隠していたが、恋太郎と入ったゲームセンターでバイ◯ハザードのガンシューティングゲームをプレイしている時に思わずその癖を発露してしまう。嫌われると思っていたところにそれを受け入れた上で「変なことではない」と恋太郎から言われたことで思いを告白し、彼女となるに至った。
育へのケツバットがお気に入りで、芽衣を除く他の彼女たちがあまり積極的にやらない中で彼女は進んでそれを行っている。
一二三 数（ひふみ すう）
23人目の彼女。1月23日生まれの高校1年生であー子と同じクラス。パッツン髪に部分メッシュを入れた小柄な眼鏡の少女。普段からジャージの上着を着ていてスカートの下にはロングスパッツを履いている。一人称は「数」で他者のことは年下年上に関わらず名前の方を特に敬称を付けずに呼んでいる。
普段は当たりが強めで何事にも淡白だが、数字のこととなると別人のように柔和となる程に数字への愛が強く、数字のポーズを取ることで自ら数字になるという愛情表現の示し方をする。初恋の相手も表彰台の数字である。しかし、数字への拘りはかなり特殊で、1＋1が2になること等に納得出来ない性分であるため、数学どころか算数も苦手。また、海水がしょっぱいことを知らない等、常識面においても興味が薄いところを度々見せている。
当初は数字以外にまるで興味を持てなかったため、恋太郎の名前すら把握していない状態だったが、自分のために大好きな数字になってくれた上に自分一人では不可能だった10以上の数字のポーズを一緒にやってくれた恋太郎に心を打たれて彼女となった。その後、恋太郎と二人きりの時には普段の塩対応ぶりと打って変わってバカップルのようにイチャつくまでになる。
上述のように数字以外への興味が希薄なことで恋太郎ファミリーの彼女たちの名前も覚えることが出来ず難儀していたが、あー子の協力で数字と結び付けることで全員の名前を記憶することに成功する。この時のことが縁であー子のことは数字関係なく覚えることが出来、彼女とはより親密になっている。
コミックのカバー裏でその巻に登場する彼女の誕生日を発表するのが定番となっている。
火保 エイラ（かほ エイラ）
24人目の彼女。8月3日生まれでお花の蜜大学2年生。褐色の肌が特徴的な女性で、ブラジルと日本のハーフ。日本育ちで小さい頃から父親にカポエイラを習っていたためか戦闘能力がとても高く、蹴りで車のボンネットを破壊する程である。物理で破壊出来るものに対しては強気でいられるものの、物理で破壊出来ないものに対しては非常に弱く、普段の佇まいからは打って変わって悲鳴を上げながら転がり回るなど、極端にビビリになってしまう。自然現象や幽霊といった元から触れることの出来ないもの以外にも苦手な虫や動物であったり、赤ん坊など触れたら壊れてしまいそうなものも物理で破壊出来ない対象となっている。
同い年の芽衣のことを、その大人びた雰囲気から当初は「さん」付けで呼んでいたが、スーパー銭湯での交流を経てより親しくなり、「芽衣」と呼ぶようになる。
タマ / 猫成 珠（ねこなり たま）
25人目の彼女。2月22日生まれで猫耳、猫の手、猫の尻尾を常に身に付け、語尾に「にゃん」を付けるなど自身を猫と称する女性。21歳。一人称は「タマ」で、他者のことは、基本的に名前の方で呼んでいる。小柄だがかなりの巨乳。道端で段ボール箱に入り、飼い主を探していたところで恋太郎と出会う。
恋太郎や他の彼女たちのことは、名前の方を特に敬称も付けずに呼んでいる。
生まれつき、勉強することや働くことを苦痛に感じる性分。前職はOLだったが、職場環境が特に悪かったという訳でなかったにもかかわらず、すぐ辞めており、貯金が底をつきかけて家賃が払えなくなっても、働かないほどであった。OL時代には、「来世は働かず自由に暮らせる猫に生まれ変わろう」と考える程、追い詰められていたが、来世で猫になれる程には運は良くないと考え直し、今世で猫になろうと思い立ち、猫のような言動をするようになる。働かず、終日ゴロゴロしていることを幸福に感じる一方で、恋太郎ファミリーの皆が、学業や仕事をしている中で、自分だけ何もせずにダラダラしていることに、やがて罪悪感を覚えてしまうなど、根は真面目かつ難儀である。
才奇 姫歌（さいき ひめか）
26人目の彼女。10月31日生まれで高校一年の転校生で「奇姫」という名で活躍する”若き天才歌姫”と呼ばれる歌手でもある。しかし、本人は天才よりも奇才と呼ばれることを望んでおり、箸を逆さに持つといった奇行を敢えて働いているが、そのことを知らない人たちからは、ただのドジっ子と見られている。また、本業中は奇行を思いついてもファンのことを思って自重するなど、根は至って真面目で常識人。物怖じせずにはっきりとものを言う性格で、口が達者な詩人をも言い負かす程に芯が強い。リーダーシップにも優れており、恋太郎ファミリーで当時のメンバーを除いた面子でアイドルグループを再び組んだ際には率先して他の彼女たちを導いた。瞳のハイライトが星のように輝いてるのが特徴。
恋太郎のことは好きになったものの、当初は普通の高校生と付き合うのは奇人のすることではないからという理由で振ったが、恋太郎が25人の彼女と付き合っていることを知ると、彼が奇人であると認識して交際を始める。
詩人の音楽に奇才を感じ、彼女に弟子入りしている。
出井 祭李（でい まつり）
27人目の彼女。8月15日生まれ。中学一年生のゴスロリ少女で、日本とイギリスのハーフ。知与とは同じクラス。家族の影響で祭りが好き。その影響か、喋り方も江戸っ子のような口調で、外見は西洋人形のように可愛らしいものの、口を開いた際に大きなギャップがある。また、着ているゴシックロリータの服も法被と呼んでいる。
焼きそばを作るのが得意。知与と並ぶ最年少だが、基本的には誰に対しても呼び捨てで年上に対しても畏まった態度を取らない。喧嘩っ早い面もあり、調理実習で褒められた知与に突っかかってはどちらの焼きそばが美味しいかの料理勝負を持ちかける程である。祭に恋愛を持ち込まれることを嫌っており、それで一度は恋太郎を突き放したが、恋愛抜きに祭を楽しもうとする恋太郎の姿を見て根負けし、彼女となるに至った。
宇佐美 椎奈（うさみ しいな）
28人目の彼女。4月17日生まれ。高校二年生で6組。兎の耳のようなヘアスタイルが特徴的な背の高い少女。自分のことを「うさちゃん」と呼んでほしいと皆に告げ、皆からも基本そう呼ばれている。また、相手を呼ぶ時には相手の名前を連呼することが多い。
極度の寂しがりやで、広い場所に一人でいるなどのポツンやスカスカを恐れ、逆集合体恐怖症を自称しており、その感情が高まると「さみ死ぬ」といった表現を使う。そのため狭所で多人数と密着するなどギッシリやギチギチを好み、満員電車に敢えて乗るといった行動を取ったりする。なるべく皆の側にいたいと思ってはいるが、同時に人との距離感を気にしてる一面もあり、ぐいぐい行き過ぎて嫌われてしまうことを内心恐れている。
初登場時には恋太郎ファミリーの彼女たちが行っていた恋太郎のブロマイドの交換会に堂々と紛れ込み、まるで旧知の仲のように皆と接していた。それだけ詳しいのは以前からいつもぞろぞろべったりいちゃいちゃエブリデイぎっしりな恋太郎ファミリーに憧れを抱いていたからであった。恋太郎ファミリーに入るために恋太郎へと告白した際に好い返事が聞けなかったことから失恋したと思い込み、あまりの寂しさから脱兎の如く逃亡してしまうものの、すぐに追い掛けてきた恋太郎から真意を告げられ、キスと共に恋太郎の彼女となった。
雪房田 夢留（ぜつぼうだ める）
29人目の彼女。11月30日生まれ。高校一年生で姫歌のクラスメイト。ベレー帽を常に被っており、ウェーブがかった長い黒髪とハイライトの無い目も特徴。絵本作家でもあり、「ゆめちゃんとおそらのおうち」といったメルヘン溢れる作品を世に出している。
幼少期は希望に満ちていたが、その後の経験から、調べれば調べる程、世の中には絶望が満ちていると悟り、その救済のためにメルヘンを渇望するようになる。絵本作家となったのもその一環であり、まだ無垢な子供には希望が宿るのではないかと思い至ったのが切っ掛けである。なお、絶望はしているが、メンタル自体は強靭である。
当初は恋太郎の輝く瞳から夢や希望を奪いたくないと彼からの告白を固辞するも、恋太郎の言葉から今までになかった恋の感情を知り、それこそがこの世界に現存するメルヘンであると告白を受け入れ彼女となった。彼女になって以降は人目も憚らず恋太郎へキスを迫るなど恋に積極的になっている。
輩 先（ともがら さき）
30人目の彼女。4月1日23時59分59秒生まれの18歳。高校三年生だが、留年しているため同学年の彼女たちよりも年上。学校にいる時には学生帽と学ランを常に着用し、お花の蜜大学附属高等学校の裏番長を自称する小柄な少女。なお、裏番長を名乗ってはいるものの、悪事などは決して行わず、留年もズル休みを繰り返して出席日数を足りなくしてなったものである。
見下されることに強い忌避感を持っており、そんな自分が唯一他人より上になれるのが年齢であったがため、年功序列を重んじている。それ故に年下相手には強気で出るが、逆に年上相手には必要以上に卑屈になってしまう。
敬われることに強い喜びを感じ、敬称、特に先輩と呼ばれると嬉しさを隠せぬ表情をする。逆に年下から呼び捨てにされることを嫌っており、呼び捨てにされると即座に怒りを露わにしている。
子供にも負けてしまうほど力は弱く、すぐ泣きそうになるほど普段はメンタルも弱い。しかし、敬ってくれる年下に対しては無理をしてでも精一杯応えるなど先輩としての矜持は持っていたり、足つぼ健康ランドで自身が耐えきれぬ痛みに見舞われた状態でも身を挺して助けようとしてくれたヤクの背中を足蹴にすることが出来ないと年上を敬う気持ちは決して曲げない根性を持っている。

### 主要登場人物の家族・親族
静の母
声 - 米澤円
静の母親。
言葉を話すのが苦手な静に対し、体罰や虐待に等しい叱責をしていたが、それは自身や父親がいなくなった後の娘のことを本気で心配していたが故であった。荒療治として彼女からスマホを取り上げるものの、そのことが切っ掛けで恋太郎と対面することとなる。高校生である恋太郎に対して現実的な観点から静と将来的に付き合い続けることは出来ないと説いたが、恋太郎からの反論を受けて今の静を見つめ直し、和解。彼女にスマホを返還した。
その後、自宅で静が恋太郎とキスしているのをドア越しに気付いても、気を遣い10分程部屋に入るのを待つなど、恋太郎のことを信頼している様子が伺える。
羽香里の父
声 - 石田彰
羽々里が恋太郎の前に付き合っていた美少年。
病に侵され余命幾ばくもなかったので、自分よりも長く大事にしてくれる男性のために取っておいて欲しいと羽々里のファーストキスを奪わなかった。幽霊として恋太郎の前に現れ、たとえ脅してでも羽々里と羽香里を幸せにするよう約束させるつもりだったが、あまりに恋太郎がいい子過ぎて安心し、この世に未練が無くなって成仏してしまった。羽々里の髪暴走事件の時に再登場し、羽々里を救いに行こうとする恋太郎の背中を押した。9巻のおまけページにも登場している。
ヒロ叔父さん
恋太郎の叔父で知与の父親。長髪を後ろで縛っている。タンクローリーに轢かれそうなったところを助けて貰ったことで恋太郎にいたく心酔し、愛娘と付き合わせようと色々画策していた。知与のことも溺愛しており、二人が付き合うことになったのを知った時は飛び上がって喜んでいた。
恋太郎ファミリーが文化祭でアイドルとなった時にも登場し、九織コーチの策略などで客がいなくなった会場で恋太郎と共に（知与を）応援して場を盛り上げた。なお、その際には知与の父親であることを知らない他の彼女たちに知与のストーカーと勘違いされている。
四町対抗市民運動会に参加した際は知与が一番可愛いと主張して楠莉の父と言い争いを繰り広げ、その後も楠莉の父と出会うと対抗意識からちょっかいをかけている。
楠莉の母
楠莉の母親。55歳だが、娘同様に不老不死の薬の影響で幼児化している。語尾は「なのよ」。複数の彼女と付き合う恋太郎を受け入れている模様。
楠莉の父
楠莉の父親。娘同様に不老不死の薬の影響で幼児化している。語尾は「なのさ」。複数の彼女と付き合う恋太郎を受け入れておらず、楠莉と付き合うなら他の彼女と別れろと迫った。自分の体で様々な実験を行っていた結果、元の姿に戻った時は超人的な肉体に変化する。
四町対抗市民運動会に参加した際は楠莉が一番可愛いとヒロ叔父さんと言い争いを繰り広げた。その後もヒロ叔父さんに対抗意識を持たれている。

### その他の登場人物
神様
声 - 千葉繁
恋太郎に運命の人の存在を教えた『縁結びまくり神社』の神様。見た目は立派な白い髭をたくわえた老人で、天使風の羽と輪を付けている。
本来であれば運命の人は1人につき1人しかいない（あるいは存在しない人もいる）が、金曜ロードショーで天空の城ラピュタのバルスのシーンを初めて見ながら作業していたことにより、数字を2桁間違えて恋太郎に100人の相手を設定してしまう。
このことには罪悪感を抱いており、恋太郎が運命の人について相談してきた時には助言をし、第85話で再登場した際には、悲運を辿ることになったかも知れない彼女たち全員をちゃんと幸せにして救っていることに感謝と賛辞の言葉を送り、恋太郎自身にも重すぎる宿命を背負わせてしまったことを謝罪した。
上述の通りうっかり者とは言え根は真面目な性格なのだが、作中でほとんど出番がないだけでなく、単行本のおまけでいじられたり、温厚で優しい性格であるはずの恋太郎からやたら邪険な態度を取られたりと、本作では専らネタキャラとして扱われている。
テレビアニメ版では原作のセリフがカットされることを気にしたりと、メタ発言が多く見られている。
教頭先生 / 馬場 杏（ばば あん）
声 - くじら
恋太郎たちが通う学校の教頭。元砲丸投げ日本代表。元陸上選手のため足が速く地上で最も音速に近いババアという二つ名を持つ。その容貌や言動などから度々妖怪呼ばわりされている。おひつじ座。
校則に厳しく、廊下を走った生徒に対してディープキスという制裁を行い、それから逃げ切った生徒がいないと言われている。恋太郎が羽香里、唐音とファーストキスをゲームで行おうとするも幾度となく失敗した末口論になったことから負い目を抱いた恋太郎がけじめをつけるべく教頭でファーストキスを捨てようとしたが、羽香里と唐音の妨害により失敗に終わった。
総長
声 - 斉藤貴美子
呉莉羅連合のボス。ゴリラに似た容姿をしているが、れっきとした人間の女性。
語尾に「ウホ」を付けて喋るのが特徴。恋人のユウ君を常に引き連れていて、彼のために奮闘する。ユウ君とは“運命の人”同士であり相思相愛の関係。蘭舞園フラワーパークでのブーケトスイベントでは唐音とタイマンで激闘を繰り広げ、フードファイトフェスティバルでは呉莉羅連合を引っ提げて恋太郎ファミリーやタケコ・スーパーデラックスと優勝を争い、最後には倒れて病院へと搬送された。
羽々里の髪が暴走した時にはそれに巻き込まれたユウ君を仲間と共に助けている。恋太郎ファミリーがプリクラに閉じ込められた時には恋太郎のSOSを受け取り救助した。あー子の過去の友人たちから缶をぶつけられたので制裁を加えようとしたところ、唐音とあー子に遭遇し、あー子から制裁の許可をもらっていた。
ユウ君
声 - 榊原優希
呉莉羅連合の総長の恋人。メガネを掛けた小柄な少年。
総長とは運命の相手で、トラックに轢かれそうになったところを総長に助けられ、その時にビビーンとなり交際を始める。
友人A
声 - 山田美鈴
恋太郎の友人。名前は不明。恋太郎と途中まで帰路についていた。
浅川（あさかわ）
声 - 天野聡美
恋太郎が中学校の卒業式に告白した少女。
好感度は高かったものの運命の相手ではないため、恋愛対象としては反吐が出るという理由でフられてしまった。
あーたん
声 - 首藤志奈
生後3か月の恋太郎が初めて告白した人。運命の相手ではないため拒絶されてしまった。
アルスとブッチ
花園家のペットの犬と猫。恋太郎たちが羽香里を迎えに花園家の屋敷に侵入した際、「金持ちの家の猫」（ブッチくん）と「金持ちの家の犬」（アルスちゃん）として登場した。（第16話）　ともに人懐こい性格ではないが、山女にはとても懐いている。（第78話）
かけだしアイドルちゃん
声 - 伊駒ゆりえ 
フードファイトフェスティバルにて司会進行を務める。ルール説明の際にルールと全く無関係な下着の透けた姿を晒す。第100話にて名称が判明。
タケコ・スーパーデラックス
現大食い世界王者の賞金王。
『ONE PIECE』の世界観を思わせるような巨大な人物。フードファイトフェスティバルでは、たった一人で恋太郎ファミリーや呉莉羅連合を圧倒していたが、実際はかいけつゾロリを彷彿とさせる装置を用いて、食べ物を食べずに隠すイカサマをしていた。巨大な体格もその装置を隠すための偽装で、実際の体格は通常の人間と同じである。
チャンコ爆錦
声 - 小西克幸
アニメ14話に登場したアニメオリジナルキャラ。タケコ・スーパーデラックスの代替役で、イカサマの手法や顛末はタケコと同じ。
やるやる三姉妹
恋太郎の友人の三姉妹。野球の試合の助っ人を「やるやる」と快く快諾するも姉妹の中で風邪が連鎖してしまい、試合に来ることが出来なかった。
辺路木 ラプ子（べろき ラプこ）
声 - 河瀬茉希
寿裸漆区高校女子野球部のキャッチャー。3年生。細身でトカゲのような顔をしている。相手チームの分析力が高く、運動の苦手な静に精神攻撃を仕掛けるなど、勝つためには相手の弱点を躊躇なく突いてくる。また、育のトラウマについても知っていた。判断力も秀でており、育がトラウマを払拭する気配を感じ取るや否やピッチャーである寺野に1日に1度しか投げられない全力投球を自身の手が壊れる覚悟で投げさせた。寺野とのバッテリーに"必狩双竜（デステニーハントバッテリー）"という異名をつけて自称している。
文化祭で再登場して、恋太郎ファミリーのステージを鑑賞している。
寺野 サウル子（てらの サウルこ）
声 - ニケライ・ファラナーゼ
寿裸漆区高校女子野球部のピッチャー。3年生。マッチョな外見通りのパワーピッチャーだが、真ん中にしか投げることが出来ない。"暴君竜の大砲（ティラノ・キャノン）"と名付けられたストレートの球威は凄まじく、相手のバットを弾くほどである。当初は唐音のパワーをもってしても前に飛ばせなかった。更に必殺の"全力投弾（フルバースト）"が存在し、バットに当てた相手の腕に大きなダメージを与えるほどの威力を誇るが、その分反動も強く、肩が壊れるため1日に1度だけしか投げられない。
文化祭で再登場して、恋太郎ファミリーのステージを鑑賞している。
雉根田 兎留々（きじねた とるる）
愛々のことを付け狙う新聞部の部長。厳しい修行の末に習得した全集中・記者の呼吸により愛々の姿を写真に収めて記事にしてしまう。愛々の意思を無視したやり方には恋太郎を新聞部の部室に火を点けに行こうと決意させる程に怒らせた。そのことを理事長として注意した羽々里に対しても臆するどころか、羽々里が胡桃たちを追いかける様子や娘である羽香里の熱愛の様子を写すスキャンダラスな写真を盾に逆に脅迫し、羽々里を黙らせた。
しかし、愛々がミスディレクションの特訓で自分でも気付かぬ内に自信を得たことと恋太郎のアイディアによる美々美と愛々のコンビネーションの前に彼女の写真が撮れなくなり、敗北を喫する。
九織 ティーナ（くおり ティーナ）
元トップアイドルで春の文化祭でアイドルをやることになった恋太郎ファミリーのコーチを受け持つ。途中で挫けそうになった雇い主の羽々里の頬を叩くなどレッスンは厳しい。クォリクォリと言うのが口癖。自身の過去の経験からクオリティ優先のために下の者を切ることを厭わないが、恋太郎ファミリーの子たちにそれを拒否されて解任された。その腹いせに知り合いの人気アイドルを呼んで恋太郎ファミリーのステージの邪魔を行うが、それでも一生懸命に歌って踊る彼女たちを見て、純粋な気持ちで頑張っていた頃の自分を思い出し、最終的には彼女たちのことを認める。
恋太郎ファミリーが再びアイドルとしてステージに立った際にもコーチとして呼ばれており、その時には前回の反省から上手く出来ない彼女たちを切り捨てることはせず、その顛末を静かに見守っていた。
野澤先生（のざわせんせい）
作者の一人で、本作の作画担当。白猫と黒猫を飼っている。
キャラ愛が強く、原作（中村力斗）が指定しなくても彼女たち全員を描いている。恋太郎が仕事場を訪問し、仕事を手伝ったことがある。なお、プライバシー保護のために全身がモザイクとなっている。
本尾 角夜（ほんお かくよ）
静の愛読書『王冠恋物語』の著者で優しげな顔の中年女性。貸本カフェで初サイン会を開催した際に、恋太郎がその参加抽選に当選しており邂逅する。偽者の手によりサイン会を台無しにされかけるも恋太郎の誠意によって偽者が自らの過ちを認め退散し事なきを得る。読者である静の心からの感謝の言葉を受け取って改めて自分の仕事に自信を持ち、彼女へ快くサインを書いた。（第90話）
木雷杉町長（きらいすぎちょうちょう）
例年市民運動会で勝てない梳杉町をライバル視する日本の町長。税金を使ってプロのアスリートを町の代表として参加させたり、妨害工作を行った。（第97-99話）
やるやるパパ
やるやる三姉妹の父。四町対抗市民運動会で梳杉町に参加しており、騎馬戦で恋太郎の馬として戦う。（第98話）

## 用語
運命の人
人が生まれた時に決められる最高の恋愛パートナー。
運命の人同士が出会うと全身にビビーンと衝撃が走り、女はその場ですぐに、男は時間を置いて徐々に相手に惚れる。出会う時期は定まっており、恋太郎の場合は高校生から出会うことになっている。本来は1人の人間に対し1人のみだが、神様のミスにより恋太郎には100人の運命の人が定められてしまった。全ての人間に定められているわけではないので運命の人がいること自体が大変幸運なことであり、そのことに一生分の運気を費やすことになるため、もしも愛し合って幸せになれなかった場合、相手は不幸な目にあった後に死んでしまう。
王冠恋物語（サークレットラブストーリー）
静の愛読書である恋愛小説。イオ姫と騎士カマクルによる数多の困難や運命に阻まれた恋と冒険を描く壮大な物語。タイトルは原作者のデビュー作「シークレットラブスクーリー」が元ネタと思われる。
呉莉羅連合（ごりられんごう）
21世紀初頭に結成された日本の暴走族。
蘭舞園フラワーパークでのブーケトスイベントやフードファイトフェスティバルで恋太郎ファミリーと争った。
お花の蜜大学附属高等学校（おはなのみつだいがくふぞくこうとうがっこう）
恋太郎たちが通う中高大一貫校。後に羽々里が買収し、現在は彼女が理事長を務めている。
寿裸漆区高校（じゅらしっくこうこう）
恋太郎ファミリーが野球の練習試合を行った際の相手校。
新章“アイドルロード編”
お花の蜜大学春の学園祭でステージに出た恋太郎ファミリーは敏腕アイドルＰのジーザス中井からアイドルグループとしてスカウトされたが、ルール「恋をしないこと」を守ってくれと言われたため開幕した次のページで終了した。（第63話）
本気グループ
「提供する全品質を本気で」のモットーで知られる企業グループ。作中で登場したサービス等には以下のものがある。
本気温泉
本気ボディソープ、本気シャワー、本気ジェットバス、本気ジャグジー、本気豊乳の湯、本気打たせ湯、本気水風呂、本気極楽湯を備えたスーパー銭湯。（第77話）
一泊二日本気修行体験
本気寺にて本気作務雑巾掛け、本気座禅、本気祈祷、本気精進料理、本気滝行に挑む地獄の修行。（第89話）
本気こどもビール
マジで酔った気分になるジュース。第19回四町対抗市民運動会で木雷杉町長の陰謀に使われた。（第98話）
ファミリーの飲み会ごっこに使われるはずだったが「アルコール及びアルコールと同様の効果があるものを未成年が摂取し、それが良い事及び面白い事のように見える表現はダメでーす」と言う出版業界の大いなる存在に阻まれた。（第109話）
本気！やみつきキャベツ
食べると依存症になってしまい、他のものが食べられなくなるやみつきキャベツ。（第106-107話）
本気クッション
「どんな衝撃もぶっ殺す」を謳う特殊なクッション。（第128話）
本気寝かしつけアロマ
「どんなガキもぶち寝かす」を謳う眠くなるアロマ。薬物耐性のある楠莉とヤクには効果がなかった。（第128話）
巨大な壺
羽々里がヤクのために買ったお高い壺。5,6人入ることができる程大きな壺で、理事長室に入らないので屋上に設置してみたら、蠱毒イベントが発生した。ヤクによると稀代の陶芸家、出貝野作（でかいのつくる）の伝説の作品。（第96話、第12巻p25）
第19回四町対抗市民運動会
優勝賞品の旅行券を目当てに恋太郎ファミリーが参加することにした運動会。四町は、梳杉町（すきすぎちょう）、木雷杉町（きらいすぎちょう）、不津宇町（ふつうちょう）、度血裸加戸家場酢木町（どちらかといえばすきちょう）。恋太郎たちが住んでいるのは梳杉町。（第97-99話）
恋太郎ファミリー早口言葉
飲み会ごっこ用。舌や口の周りの筋肉を疲れさせ、ろれつが回らなくするためのもの。（第109話）
赤（あか）騎士華（きしか）　青（あお）騎士華（きしか）　黄（き）騎士華（きしか）
妹（まい）巻紙　芽衣（めい）巻紙　愛々（めめ）巻紙
美々美（みみみ）みみみみ　三（み）みみみみ　合わせてみみみみ　六（む）みみみみ
山女（やまめ）豆まき　来る胡桃（くるみ）　くるくるお腹　もみもみ紅葉（もみじ）
楠莉（くすり）くすくす　楠莉（くすり）の薬（くすり）で　ナノ凪乃（なの）なのだを　なでなでナディー　知与（ちよ）よちよち
母　羽々里（ははり）に　羽香里（はかり）カリカリ　羽々里（ははり）張り切り　羽香里（はかり）ハラハラ
盆能寺（ぼんのうじ）盆の雨季　本能に翻弄し　本当に奔走し　レンタル恋太郎（れんたろう）　レンタカーで連絡　取れんだろう
うとうと詩人（うと）尊（とうと）い　とうとう寝ると言（い）うと　唐音（からね）寝るからねと　唐音（からね）から寝るからね
ある子（こ）あー子（こ）　ああこれ合うと　あんこアート　会うとあげると　静（しずか）しずしず　かしずくか
焼肉行（い）くヤク　焼く役　育（いく）　早く焼く　育（いく）　食い食いヤク

### 楠莉の開発した薬
磁石人間になる薬
飲んだ人の血液中の鉄分に10分程度磁力を持たせる薬で、液体だがI字磁石の見た目をしている。磁極の指定で2種類ある。副作用で三日三晩想像を絶する程の便秘に苦しむことになる。初登場時、恋太郎に薬の魅力を知ってもらうために一緒に飲んだほか、不良に絡まれた時にもこれを使用して静と知与を助けている。（第10話、第61話）
惚れ薬
相手を自分に惚れさせる薬。恋太郎に一目惚れした楠莉がお茶に混入させてこっそり飲ませたが、恋太郎が元から楠莉に惚れていたために拒絶反応を起こした。（第10話）
薬の効果を打ち消す薬「打ち消しの薬」
名前の通りだが、薬の効果によってはこれでは解決できないケースも多々ある。楠莉が元の姿に戻るためにも使用される。その汎用性の高さから、作中で一番登場頻度が高い。初登場時を除き「打ち消しの薬」と縮めた名前で呼ばれる。（第10話他）
胸が大きくなる薬
ひねくれ者じゃなくなる薬
少しは女の子らしくなる薬
いずれも唐音に渡そうとして拒否される。ちなみに「胸が大きくなる薬」の効果は、乳房ではなく胸筋が大きくなるというものである。（第11話）
よりセクシーになる薬
正確には衣服を溶かす汗が出る薬であり、羽香里の服を溶かしつくした。効果は1回のみ。（第11話）
うさぎみたいになる薬
うさぎの耳が生える薬で、静が使用した。生えた耳には感覚がちゃんとある模様。羽々里の髪が暴走した事件の際には囮になるために再び使用している。（第11話、第42話）
髪を操れる薬
自身の髪を手のように動かせるようになる薬。凪乃が飲んだ。1本で約10分間効果があるが、2本目からはハゲるリスクが高まってしまう。後述の毛生え薬と併用すると、髪を操れる薬の脳と髪を繋げる効果と毛生え薬の髪を活性化させる効果が同時に働き、強化された髪の毛を操りきれず逆に髪に脳を乗っ取られ、髪の毛が本能のままに暴走してしまう。知らずに羽々里が飲んだ結果、人類が地球滅亡の危機に瀕した。（第11話、第42話）
大好きな人とチューしたくてしたくてたまらなくなる薬
キスを欲する状態にする男子用の薬。もし女子が飲んでしまうと自我を失い、キスがしたいという本能に支配された「キスゾンビ」状態となり、薬が全身に回りきる前に打ち消しの薬を使わないと一生その状態となってしまう。後に誤って知与に飲ませてしまったことで再びキスゾンビを生み出すこととなった。（第11話、第54話）
ぶっかけると皮膚がただれて滅茶苦茶痛てー薬
名前の通りの劇薬。キスゾンビ回では暴走した彼女たちを足止めするため、芽衣告白回では芽衣を驚かせるために使おうとしたが、いずれも恋太郎に止められた。思わず教頭先生にぶっかけてしまったこともあるが、土壁のようなファンデーションに阻まれダメージは無かった。（第12話、第30話）
睡眠薬
どんな生き物も一瞬で眠らせる薬。番犬を眠らせるために静に渡したが、意図を汲み取れなかった静が自分で飲んでしまった。（第16話）
赤外線が見える薬
名前の通りさすと赤外線が見えるようになる目薬。代わりに赤外線以外のものが見えなくなる（この作用から、羽々里が運命の人と判明するまでに若干のタイムラグが発生した）。角膜を覆うように作用するので、涙を流すと薬が流されて効果が切れる。花園家の赤外線センサーを超えるのに役立ったが、実は楠莉が薬学研究チームのメンバー募集への応募のために提出するつもりのものだった。（第16話）
新しい自分に生まれ変わる薬
性格を改造する作用のある薬。調合に失敗して人格をフニャフニャにする作用が暴走し、影響を受けた人の魂が肉体から飛び出して入れ替わってしまうことになった。（第23話、第119話、第148話、第157話）
赤ちゃんになる薬
名前の通り赤ちゃんになる薬。液体で、飲んで服用するもののように見えるが、地面に落とすと何故か爆発する。赤ちゃんになってから1時間以内に打ち消しの薬で元に戻ると肉体への負担で死んでしまう。（第28話、第84話）
かわいさに過敏になる薬
名前の通りかわいいものに魅了されてしまう薬。服用するのではなく、室内に充満させて使用する。カラオケデート回で使用され、ちょうど静の番が回ってきたタイミングで効果が出始め、そのあまりのかわいさにファミリーが次々と吹っ飛んで壁にめり込んでいく大惨事となった。（第38話）
耳が腐り落ちる薬
耳が腐り落ちて音が聞こえなくなる。打ち消しの薬を使っても手遅れになる可能性が高い危険な薬。（第38話）
キスがすんごい気持ちよくなるリップ
媚薬。唇に塗って使用する。美容目的で、大好きな恋人とのキスの効果を高めるために使った。（第41話）
毛生え薬
名前の通り毛が生えてくる薬。美しさ探しで髪の毛と眉毛を失った恋太郎のために楠莉が作った。髪を操れる薬と併用すると前述の通り恐ろしいことが起きてしまう。（第42話）
超元気出てハイになる薬
効果は不明。羽々里の見舞いに楠莉が持参した。（第43話）
ツンデレじゃなくなる薬
間違えて作り廃棄する予定だった薬。外界から刺激を受けた際の反応パターンの一つであるツンデレを呼び起こす脳からの電気信号を根こそぎ体外に放出する。唐音が飲み、ツンデレではなくなってしまう。（第48話）唐音に与えるツンデレ因子を集めるために、ファミリーの皆が飲んでツンデレ因子を発生させた。（第50話）
ツンデレになる薬
体外に放出した"ツンデレを呼び起こす脳の電気信号パターン"である"ツンデレ因子"を体内に吸収する薬。唐音が使ったが、ツンデレ因子がないため効果がなかった。（第49話）集めたツンデレ因子を受け取る唐音と中継器役の恋太郎が使った。（第50話）
ゲロがキラキラになる薬
キラキラのエフェクトで吐瀉物を隠す効果があると思われる薬。知与に食べ物を残さず食べるよう諭された凪乃が吐き気を催したのを見て使用をすすめるも、そこは野澤先生に任せるべきという理由で却下された。（第52話）
目ぇギンギンになって眠れなくなる薬
恋太郎が実験体となった薬。詳細は不明だが、恋太郎の睡眠時間が削られたことに関係がある模様。（第56話）
ホルマリンに似てるだけの人体にあんまり害のない薬
楠莉が自由な自分の姿として、自分のホルマリン漬け風仮装に使った薬。副作用はちょっと尿が黄色くなる程度。（第58話）
代謝がブチ上がる薬
恋太郎ファミリーがプリクラに閉じ込められた時に登場した薬。打ち消しの薬の効果を早く切れさせるために取り出したが、結局使用する描写はないまま退場した。（第59話）
媚薬
羽香里が欲情を刺激するというラッコ肉を模造するために楠莉に作ってもらった。法に触れるレベルで効く。（第66話）
体重が100倍になる薬
ラッコ鍋相撲大会で楠莉が自身で使用した。しかしあまりの重さに自身が土俵にめり込んでしまい自滅した。（第67話）
小さくなる薬
手のひらサイズまで人間を縮める薬。パンを喉に詰まらして凪乃に楠莉がお茶と間違えて渡した。上述の「赤ちゃんになる薬」と同様、打ち消しの薬を使うと肉体への負荷で死んでしまうため、自然に効果が切れるのを待つ必要がある。（第72話）
市販の3億倍強い風邪薬
倒れそうになった山女を心配して使用をすすめたが、当然使用はされなかった。（第78話）
マジヤバい薬
効果は不明。ヤクモトチヨシ薬局で売ろうとしたが知与に止められた。（第88話）
マジウケる薬
笑い薬。ヤクモトチヨシ薬局であー子に売った。効果は個人差がある様で、飲まされた知与は大爆笑したが、あー子の場合は「マジバチクソブチウケるー」と口では言いながらも爆笑はしなかった。（第88話）
ギチギチが楽しくなる薬
プリクラでギチギチになった場合（第59話参照）のために作っておいた薬。巨大な壺に嵌った時に使った。（第96話）
足が速くなる薬
運動会のリレーで自分がズルするために用意したが、ファミリー皆の必死な頑張りを見て使わなかった。（第99話）もし使うと、下半身が馬のケンタウロス形態になるらしい。（第12巻p93）
全ての感情を失う薬
一時的に無感情になる。羽香里の発情期対策として恋太郎に渡された。しかし羽香里の計略にかかった際に、欲情してしまう自分が悪いのだと判断した恋太郎が自分自身に使用した。（第103話）
酔っ払ったみたいになる薬
本気こどもビールを用いた飲み会ごっこを禁止した出版業界の大いなる存在に対抗するために作ったが、アルコールと同様の効果があるものと判断され、却下された。（第109話）
楠莉と騎士華の恋に関する記憶を消す薬
楠莉と騎士華が同じ彼氏と付き合っているという情報を記憶から消す薬。楠莉がクラスメイトに飲ませたが副作用で他の記憶も思い出せなくなり、みんな赤ん坊状態になった。（第125話）
1ふきだしにつき2文字分しか発せなくなる薬
各セリフが記号など約物も含め2文字分しか許されなくなる薬。ナイトプールで水着を見せるため、ふきだしを小さくするためのもの。例：「恋君」「キ♥」「バ♥」（第127話）
痛覚が半日死ぬ薬
負傷時の痛みを感じさせない薬。痛覚が無くなるだけで怪我を治すわけではない。楠莉が紅葉と「くすもみレスキュー」部隊をやる時に負傷者に使用している。（第130話）
虫にぶっかけると死ぬ薬
殺虫剤。虫が怖いというエイラに楠莉が渡そうとしたが、触れると人間も死ぬという化学兵器だったので、エイラは怖くて受け取れなかった。（第133話）
恐怖を永遠に感じなくなる薬
妖怪が出そうな深夜の校舎を怖がった楠莉本人が飲もうとしたが、凛に止められた。（第137話）
温めた人の味になる薬
パンに練り込んでおきパンを手で温めると体温や指紋の成分に反応して温めた人の構造や性質に近い味がするようになる薬。他の人が触ると味が変わるので、温めた本人がパンを直接食べさせなければならない。ちなみにくすもみパンの食感は紅葉の細工により個別にカスタマイズされていた。（第139話）

## 受賞歴
「次にくるマンガ大賞2020」では、4,768に及ぶエントリー作品の中で19,902ポイントを集め、コミックス部門の2位を受賞した。
2021年にバレンタインに合わせて実施された『少年ジャンプ＋』のラブコメヒロイン投票企画では1位に輝いた。これに際し、同年3月17日まで全話を無料公開するキャンペーンが行われた。
AnimeJapan 2022の「第5回アニメ化してほしいマンガランキング」（2022年2月投票）では8位となった。
2025年3月30日放送のアニメ第24話での主人公による7,453文字に及ぶ「愛の演説」が「日本語アニメで最も長いセリフ」としてギネス世界記録に認定され、2025年6月25日にギネス認定証が主人公・愛城恋太郎役の加藤渉に授与された。

## 企画展開
- コミックス第1巻発売記念として、理想の彼女を募集する企画が展開された[20]。
- 2020年8月6日発売の『週刊ヤングジャンプ』36・37合併号では本作とのコラボで「君のことが大大大大大好きな41人の彼女」と題した企画が展開され、計41人のグラビア写真が掲載された[3]。
- 2021年7月に累計85万部突破記念・お気に入りエピソード総選挙が行われた[21]。対象は第1話〜第65話。結果は1位から『第38話 カラオケ・クライシス』『第3話 好本さん』『第37話 好き好き大好き♥』となった。
- 2021年9月にガシャポンで全40種（大サイズ4種、ノーマルサイズ36種）の"負けヒロイン0"缶バッジが発売された[22][23]。
- 2022年3月に累計100万部突破を記念して全40種類のLINEスタンプが発売された[24]。
- 2022年6月9日に連載100話到達（および10巻発売、100万部突破）を記念して、第99話までとフルカラー版第38話の合計100話無料キャンペーンが6月16日まで開催された[25]。
- 2022年12月に公式サイトで恋太郎ファミリーをナディー語で紹介するクイズが公開された[26]。
- 2022年12月15日から2023年1月9日まで、ヴィレッジヴァンガードとのコラボでグッズの受注販売が実施された。グッズはTシャツ、マルチポーチ、コットンバッグ、アクリルキーホルダー[27][28]。
- 2023年2月2日から2月10日まで、公式サイトで「彼女たちと一緒に！バレンタイン大大大大大作戦」が実施された。カカオ豆応援クリックで彼女アイコン画像（全20種類ランダム）を提供した[29][30]。2月14日には応援感謝の壁紙が公開された[31]。また2月28日まで「少年ジャンプ+」で1〜31話が無料公開された[32]。3月14日には「恋太郎の！ホワイトデー大大大大大御礼返し!!!」として壁紙が公開された。同時にTVアニメ化の情報が公開された[33]。
- 2023年、作者が第9回ヤングジャンプ新人漫画大賞（3月期）の審査員になったため、漫画制作についてのインタビューがヤングジャンプ漫画賞サイトに掲載された[34]。
- 2023年6月30日にTVアニメの新情報大発表特番があり、キービジュアル、追加キャスト等が公開され、100日後（10月8日）の放送開始に向け公式Twitterで「100日カウントダウン」が始まることが発表された[35][36]。
- 2023年9月7日からV-STORAGEで、友達100人の『英雄教室』と運命の人100人の『100カノ』の“100×100”コラボ特集サイトが公開され、主演の方へのアンケート100問や「ヒロイン魅力度調査」の記事が掲載された[37]。
- 2023年9月25日から10月15日までTVアニメ放送記念として「少年ジャンプ+」で4巻分相当（1〜32話）が無料公開された[38]。
- 2023年10月1日に「大ヒット祈願！先行上映会＆トークショー」が開催され、トークショーの後アニメの第1話・第2話が先行上映された[39][40]。
- 週刊ヤングジャンプ2023年45号の特別付録としてアニメ放送開始記念クリアスタンドが提供された[41]。
- 2023年12月13日にコミックナタリーによる中村力斗×赤坂アカの100カノ対談の記事が公開された[42]。
- 2024年3月24日、AnimeJapan 2024の中でアニメ公式ラジオ「100カノRADIO」の公開収録イベントが開催された[43]。
- 2024年6月7日から7月15日まで東京アニメセンターでTVアニメの展覧会「君のことが大大大大大好きな100人の彼女展　Love for Family」が開催された[44]。
- 2024年6月8日に科学技術館サイエンスホールでTVアニメのスペシャルイベント「100分の1じゃない。×100の愛なんだ！」が開催され、TVアニメ第2期の情報が公開された[45]。
- 2024年6月13日、V-STORAGEで、アニメの監督を務める佐藤光のインタビューが掲載された[46]。
- 2024年7月16日、V-STORAGEで、アニメのキャラクターデザイン・総作画監督を務める矢野茜のインタビューが掲載された[47]。
- 2024年、作者（原作担当）が第25回ヤングジャンプ新人漫画大賞（8月期）の審査員になったため、漫画制作についてのインタビューがヤングジャンプ漫画賞サイトに掲載された[48]。
- 2024年8月7日にTVアニメ第11話エンディングテーマの1時間耐久動画が公開された[49]。また8月8日19時30分からパセラボタワービジョンで放映された[50][51]。

## 書誌情報
- 中村力斗（原作）・野澤ゆき子（作画）『君のことが大大大大大好きな100人の彼女』 集英社〈ヤングジャンプコミックス〉、既刊22巻（2025年6月18日現在）
  1. 2020年4月17日発売[52][53]、ISBN 978-4-08-891533-3
  2. 2020年6月19日発売[54][55]、ISBN 978-4-08-891569-2
  3. 2020年9月18日発売[56]、ISBN 978-4-08-891656-9
  4. 2020年12月18日発売[57]、ISBN 978-4-08-891736-8
  5. 2021年3月18日発売[58]、ISBN 978-4-08-891816-7
  6. 2021年6月18日発売[59]、ISBN 978-4-08-892007-8
  7. 2021年9月17日発売[60]、ISBN 978-4-08-892072-6
  8. 2021年12月17日発売[61]、ISBN 978-4-08-892164-8
  9. 2022年3月18日発売[62]、ISBN 978-4-08-892245-4
  10. 2022年6月17日発売[63]、ISBN 978-4-08-892338-3
  11. 2022年9月16日発売[64]、ISBN 978-4-08-892427-4
  12. 2022年12月19日発売[65]、ISBN 978-4-08-892537-0
  13. 2023年3月17日発売[66]、ISBN 978-4-08-892629-2
  14. 2023年7月19日発売[67]、 ISBN 978-4-08-892718-3
  15. 2023年10月19日発売[68]、 ISBN 978-4-08-892861-6
  16. 2023年11月17日発売[69]、 ISBN 978-4-08-892896-8
  17. 2024年3月18日発売[70]、 ISBN 978-4-08-893171-5
  18. 2024年6月19日発売[71]、 ISBN 978-4-08-893278-1
  19. 2024年9月19日発売[72]、 ISBN 978-4-08-893385-6
  20. 2024年12月18日発売[73]、 ISBN 978-4-08-893504-1
  21. 2025年3月18日発売[74]、ISBN 978-4-08-893590-4
  22. 2025年6月18日発売[75]、ISBN 978-4-08-893699-4

- はむばね（小説）・中村力斗（原作）・野澤ゆき子（作画）『君のことが大大大大大好きな100人の彼女 番外恋物語』 集英社〈ジャンプ ジェイ ブックス〉
  1. シークレットラブストーリー、2023年7月19日発売[76]、ISBN 978-4-08-703530-8

## テレビアニメ
第1期が、2023年10月から12月までTOKYO MXほかにて放送された。ナレーションはうえだゆうじ。
第2期は、第1期最終話放送後に製作が発表され、2025年1月から3月まで放送された。

### スタッフ
|                                  | 第1期                                | 第2期                                |
| -------------------------------- | ------------------------------------ | ------------------------------------ |
| 原作                             | 中村力斗、野澤ゆき子                 | 中村力斗、野澤ゆき子                 |
| 監督                             | 佐藤光                               | 佐藤光                               |
| シリーズ構成                     | あおしまたかし                       | あおしまたかし                       |
| キャラクターデザイン・総作画監督 | 矢野茜                               | 矢野茜                               |
| 衣装デザイン                     | 西山実果                             | 西山実果                             |
| 衣装デザイン                     | N/A                                  | 前田紬希                             |
| 美術監督                         | 扇山秋仁                             | 扇山秋仁                             |
| 美術設定                         | 朝見知弥・朝見美菜（絵梦）           | 朝見知弥・朝見美菜（絵梦）           |
| 色彩設計                         | 松山愛子                             | 松山愛子                             |
| 撮影監督                         | 島直美                               | 島直美                               |
| 編集                             | 武宮むつみ                           | 武宮むつみ                           |
| 音響監督                         | 土屋雅紀                             | 土屋雅紀                             |
| 音響効果                         | 中島勝大                             | 中島勝大                             |
| 音響制作                         | ブシロードムーブ                     | ブシロードムーブ                     |
| 音楽                             | 睦月周平、滝澤俊輔、eba              | 睦月周平、滝澤俊輔、eba              |
| 音楽プロデューサー               | 臼倉竜太郎                           | 臼倉竜太郎                           |
| 音楽制作                         | ランティス                           | ランティス                           |
| プロデューサー                   | 尾﨑亮太、石山貴大                   | 尾﨑亮太、石山貴大                   |
| アニメーションプロデューサー     | 山本啓裕                             | 山本啓裕                             |
| 制作                             | バイブリーアニメーションスタジオ     | バイブリーアニメーションスタジオ     |
| 製作                             | 君のことが大大大大大好きな製作委員会 | 君のことが大大大大大好きな製作委員会 |

### 主題歌
「大大大大大好きな君へ♡」
花園羽香里（本渡楓）、院田唐音（富田美憂）、好本静（長縄まりあ）、栄逢凪乃（瀬戸麻沙美）、薬膳楠莉（朝井彩加）による第1期オープニングテーマ。作詞は安藤紗々、作曲・編曲は田淵智也、睦月周平、滝澤俊輔（TRYTONELABO）、eba。
CDにはヒロインそれぞれによるソロverのほか、本来は歌っていない愛城恋太郎（加藤渉）によるソロverも収録されている。
「スイートサイン」
岬なこによる第1期エンディングテーマ。作詞は喜介、作曲はYAMATS、編曲はきなみうみ。
「今日のエンディングは私が買い取ったから好きにしていいわよね♡」
花園羽々里（上坂すみれ）による第1期第11話エンディングテーマ。作詞は安藤紗々、作曲・編曲は田淵智也、睦月周平、滝澤俊輔（TRYTONELABO）、eba。
「ありがと、大好きになってくれて」
恋太郎ファミリーによる第2期オープニングテーマ。作詞は安藤紗々、作曲・編曲は田淵智也、睦月周平、滝澤俊輔（TRYTONELABO）、eba。
「Unmei?」
原賀胡桃（進藤あまね）、銘戸芽衣（三森すずこ）、須藤育（高橋李依）、美杉美々美（Lynn）、華暮愛々（高尾奏音）による第2期エンディングテーマ。作詞は安藤紗々、作曲・編曲は田淵智也、睦月周平、滝澤俊輔（TRYTONELABO）、eba。
第15話までは銘戸芽衣（三森すずこ）を除く4人での歌唱verが使用された。

### 各話リスト
| 話数   | サブタイトル                                       | シナリオ       | 絵コンテ          | 演出                                             | 作画監督                                                                 | 総作画監督                   | 初放送日       |       |       |       |       |       |       |       |       |       |       |       |       |       |       |       |       |       |
| 第1期  | 第1期                                              | 第1期          | 第1期             | 第1期                                            | 第1期                                                                    | 第1期                        | 第1期          | 第1期 | 第1期 | 第1期 | 第1期 | 第1期 | 第1期 | 第1期 | 第1期 | 第1期 | 第1期 | 第1期 | 第1期 | 第1期 | 第1期 | 第1期 | 第1期 | 第1期 |
| ------ | -------------------------------------------------- | -------------- | ----------------- | ------------------------------------------------ | ------------------------------------------------------------------------ | ---------------------------- | -------------- | ----- | ----- | ----- | ----- | ----- | ----- | ----- | ----- | ----- | ----- | ----- | ----- | ----- | ----- | ----- | ----- | ----- |
| 第1話  | 君のことが大大大大大好きな 2人の彼女（あと98人）   | あおしまたかし | 佐藤光 宮崎なぎさ | 青木youイチロー                                  | 舘岡千明 西山実果 佐藤麻莉奈                                             | 矢野茜                       | 2023年 10月8日 |       |       |       |       |       |       |       |       |       |       |       |       |       |       |       |       |       |
| 第2話  | はじめてのチュウ                                   | あおしまたかし | 吉田泰三          | 青木youイチロー                                  | 舘岡千明 西山実果 水崎健太                                               | 矢野茜                       | 10月15日       |       |       |       |       |       |       |       |       |       |       |       |       |       |       |       |       |       |
| 第3話  | 無口な姫と騎士と武士                               | 山田靖智       | 五藤有樹          | 五藤有樹                                         | 舘岡千明 西山実果 水崎健太 五藤有樹                                      | 矢野茜                       | 10月22日       |       |       |       |       |       |       |       |       |       |       |       |       |       |       |       |       |       |
| 第4話  | いちゃいちゃ回と思いきや                           | 山田靖智       | 清水聡            | 青木youイチロー                                  | 舘岡千明 西山実果 水崎健太                                               | 矢野茜                       | 10月29日       |       |       |       |       |       |       |       |       |       |       |       |       |       |       |       |       |       |
| 第5話  | 効率的な彼女                                       | 鴻野貴光       | 山本隆太          | 熨斗谷充孝                                       | 德川恵梨 GAONNURI Animation                                              | 矢野茜 神谷美也子            | 11月5日        |       |       |       |       |       |       |       |       |       |       |       |       |       |       |       |       |       |
| 第6話  | 皆大好き水着回                                     | 鴻野貴光       | 吉田泰三          | 平田貴大                                         | 舘岡千明 西山実果 水崎健太 佐藤麻里那 佐々木幸恵                         | 矢野茜 神谷美也子            | 11月12日       |       |       |       |       |       |       |       |       |       |       |       |       |       |       |       |       |       |
| 第7話  | はじめましてのお薬少女                             | 山田靖智       | 清水聡            | 山本隆太                                         | 舘岡千明 西山実果 水崎健太                                               | 矢野茜 神谷美也子            | 11月19日       |       |       |       |       |       |       |       |       |       |       |       |       |       |       |       |       |       |
| 第8話  | キスゾンビ♡パニック                                | 山田靖智       | 山本隆太 佐藤光   | 山本隆太                                         | 舘岡千明 西山実果 桜井木ノ実 杜伟峰 陈亮 隣アニメーション                | 矢野茜                       | 11月26日       |       |       |       |       |       |       |       |       |       |       |       |       |       |       |       |       |       |
| 第9話  | 愛と魂をかけた聖戦                                 | 鴻野貴光       | 島津裕行          | 神保昌登                                         | 廣冨麻由 一居一平 大西貴子                                               | 矢野茜 神谷美也子            | 12月3日        |       |       |       |       |       |       |       |       |       |       |       |       |       |       |       |       |       |
| 第10話 | ラブミッション：インポッシブル                     | あおしまたかし | 平田貴大          | 平田貴大                                         | 舘岡千明 西山実果 水崎健太 佐藤麻里那                                    | 矢野茜 佐藤麻里那            | 12月10日       |       |       |       |       |       |       |       |       |       |       |       |       |       |       |       |       |       |
| 第11話 | この命にかえても                                   | あおしまたかし | 佐藤卓哉          | 宮田政典                                         | 舘岡千明 西山実果 水崎健太 佐藤麻里那                                    | 矢野茜 神谷美也子 佐藤麻里那 | 12月17日       |       |       |       |       |       |       |       |       |       |       |       |       |       |       |       |       |       |
| 第12話 | 君のことが大大大大大好きな 100人の彼女（あと94人） | あおしまたかし | 宮崎なぎさ        | 青木youイチロー                                  | 舘岡千明 西山実果 水崎健太 佐藤麻里那                                    | 矢野茜 神谷美也子            | 12月24日       |       |       |       |       |       |       |       |       |       |       |       |       |       |       |       |       |       |
| 第2期  |                                                    |                |                   |                                                  |                                                                          |                              |                |       |       |       |       |       |       |       |       |       |       |       |       |       |       |       |       |       |
| 第13話 | 彼（カノ）の名は。                                 | あおしまたかし | 吉田泰三          | 青木youイチロー                                  | 舘岡千明 西山実果 水崎健太                                               | 矢野茜                       | 2025年 1月12日 |       |       |       |       |       |       |       |       |       |       |       |       |       |       |       |       |       |
| 第14話 | 開幕！ 激闘！ 決着！ フードファイトフェスティバル  | あおしまたかし | 吉田泰三          | 青木youイチロー                                  | 舘岡千明 西山実果 水崎健太                                               | 矢野茜                       | 1月19日        |       |       |       |       |       |       |       |       |       |       |       |       |       |       |       |       |       |
| 第15話 | メイドさんは見えてる？                             | 山田靖智       | 宮崎なぎさ        | 山本隆太                                         | 舘岡千明 西山実果 水崎健太 古川三郎                                      | 矢野茜                       | 1月26日        |       |       |       |       |       |       |       |       |       |       |       |       |       |       |       |       |       |
| 第16話 | ぬれぬれメイドパーティー                           | 山田靖智       | 青柳隆平          | 平田貴大                                         | 舘岡千明 西山実果                                                        | 矢野茜                       | 2月2日         |       |       |       |       |       |       |       |       |       |       |       |       |       |       |       |       |       |
| 第17話 | アスリートは基本ドM                                | 鴻野貴光       | 佐藤光            | 佐藤光                                           | 舘岡千明 西山実果 渋谷頌一 野元愛                                        | 矢野茜                       | 2月9日         |       |       |       |       |       |       |       |       |       |       |       |       |       |       |       |       |       |
| 第18話 | 君のホームランに誓う                               | 鴻野貴光       | 吉田泰三          | 山本隆太                                         | 西山実果 水崎健太                                                        | 矢野茜                       | 2月16日        |       |       |       |       |       |       |       |       |       |       |       |       |       |       |       |       |       |
| 第19話 | カラオケ・クライシス                               | 山田靖智       | 清水聡            | 青木youイチロー                                  | 西山実果 渋谷頌一 野元愛 三沢聖矢                                        | 矢野茜 舘岡千明              | 2月23日        |       |       |       |       |       |       |       |       |       |       |       |       |       |       |       |       |       |
| 第20話 | 美しきものたち                                     | 山田靖智       | 清水聡            | 山本隆太                                         | 渋谷頌一 野元愛 水崎健太 葉昌 陳丹 吳遠誌 蔣杭岑 五角 方满 王家梁 王潤雨 | 矢野茜 舘岡千明              | 3月2日         |       |       |       |       |       |       |       |       |       |       |       |       |       |       |       |       |       |
| 第21話 | 髪のみぞ知る世界                                   | 鴻野貴光       | 佐野隆史          | 青木youイチロー                                  | 西山実果 野元愛 水崎健太 王瑞浩                                          | 矢野茜 舘岡千明              | 3月9日         |       |       |       |       |       |       |       |       |       |       |       |       |       |       |       |       |       |
| 第22話 | かくれんボーイミーツガール                         | 鴻野貴光       | 青柳隆平          | まつもとよしひさ 佐藤光 山本隆太 青木youイチロー | 西山実果 渋谷頌一 野元愛 水崎健太                                        | 矢野茜 舘岡千明              | 3月16日        |       |       |       |       |       |       |       |       |       |       |       |       |       |       |       |       |       |
| 第23話 | 失われしツンデレ                                   | あおしまたかし | 宮崎なぎさ 佐藤光 | 飯野健太郎                                       | 西山実果 渋谷頌一 奥山裕也 ビート 細田沙織                               | 矢野茜 舘岡千明              | 3月23日        |       |       |       |       |       |       |       |       |       |       |       |       |       |       |       |       |       |
| 第24話 | 君のことが大大大大大しゅきな 100人の彼女(あと89人) | あおしまたかし | 吉田泰三          | 山本隆太                                         | 西山実果 渋谷頌一 野元愛 水崎健太 三沢聖矢                               | 矢野茜 舘岡千明              | 3月30日        |       |       |       |       |       |       |       |       |       |       |       |       |       |       |       |       |       |

### 放送局
| 放送期間                      | 放送時間                     | 放送局       | 対象地域 | 備考                                 |
| ----------------------------- | ---------------------------- | ------------ | -------- | ------------------------------------ |
| 2023年10月8日 - 12月24日      | 日曜 22:30 - 23:00           | TOKYO MX     | 東京都   | 製作参加                             |
| 2023年10月9日 - 12月25日      | 月曜 0:30 - 1:00（日曜深夜） | サンテレビ   | 兵庫県   |                                      |
|                               |                              | BS11         | 日本全域 | BS放送 / 『ANIME+』枠                |
|                               | 月曜 0:45 - 1:15（日曜深夜） | KBS京都      | 京都府   |                                      |
| 2023年10月13日 - 12月29日     | 金曜 23:00 - 23:30           | とちぎテレビ | 栃木県   |                                      |
| 2023年10月21日 - 2024年1月6日 | 土曜 21:00 - 21:30           | AT-X         | 日本全域 | CS放送 / 字幕放送 / リピート放送あり |

| 配信開始日     | 配信時間                | 配信サイト | 備考               |
| -------------- | ----------------------- | --- | ------------------ |
| 2023年10月8日  | 日曜 23:00 更新         | ABEMAプレミアム dアニメストア | 見放題先行配信     |
|                |                         | ABEMA | 見逃し無料先行配信 |
|                | 日曜 23:00 以降順次更新 | Amazon Prime Video カンテレドーガ J:COMオンデマンド TELASA ニコニコチャンネル HAPPY!動画 バンダイチャンネル ビデオマーケット milplus music.jp ムービーフル          | 都度課金配信       |
| 2023年10月11日 | 水曜 23:00 以降順次更新 | アニメ放題 Amazon Prime Video auスマートパスプレミアム J:COMオンデマンド メガパック TELASA DMM TV バンダイチャンネル Hulu milplus見放題パックプライム U-NEXT Lemino | 見放題配信         |
| 2023年10月14日 | 土曜20:00 以降順次更新  | ニコニコ生放送 | 見逃し無料配信     |

| 放送期間                | 放送時間                     | 放送局       | 対象地域 | 備考                                 |
| ----------------------- | ---------------------------- | ------------ | -------- | ------------------------------------ |
| 2025年1月12日 - 3月30日 | 日曜 22:30 - 23:00           | TOKYO MX     | 東京都   | 製作参加                             |
|                         | 日曜 23:00 - 23:30           | AT-X         | 日本全域 | CS放送 / 字幕放送 / リピート放送あり |
| 2025年1月13日 - 3月31日 | 月曜 0:30 - 1:00（日曜深夜） | サンテレビ   | 兵庫県   |                                      |
|                         |                              | BS11         | 日本全域 | BS放送 / 『ANIME+』枠                |
|                         | 月曜 0:45 - 1:15（日曜深夜） | KBS京都      | 京都府   |                                      |
| 2025年1月14日 - 4月1日  | 火曜 23:00 - 23:30           | とちぎテレビ | 栃木県   |                                      |

| 配信開始日    | 配信時間                | 配信サイト | 備考               |
| ------------- | ----------------------- | --- | ------------------ |
| 2025年1月12日 | 日曜 23:00 更新         | ABEMAプレミアム dアニメストア | 見放題先行配信     |
|               | 日曜 23:00 以降順次更新 | Amazon Prime Video カンテレドーガ J:COM STREAM TELASA ビデオマーケット milplus music.jp                                                                                              | 都度課金配信       |
| 2025年1月13日 | 月曜 23:00 更新         | ABEMA | 見逃し無料先行配信 |
| 2025年1月15日 | 水曜 23:00 以降順次更新 | アニメタイムズ （Amazon Prime Videoチャンネル） アニメ放題 Amazon Prime Video J:COM STREAM TELASA DMM TV バンダイチャンネル Hulu Pontaパス milplus見放題パックプライム U-NEXT Lemino | 見放題配信         |
|               | 水曜 23:00 更新         | バンダイチャンネル | 都度課金配信       |
|               | 水曜 23:00 - 23:30      | ニコニコ生放送 | 見逃し無料配信     |
|               | 水曜 23:30 更新         | ニコニコチャンネル | 都度課金配信       |

### Webラジオ
『100カノRADIO』のタイトルで、2023年9月4日よりYouTubeのEMOTION Label Channel、響 - HiBiKi Radio Station -、音泉にて配信中。パーソナリティは、花園羽香里役の本渡楓と院田唐音役の富田美憂。初回は放送直前スペシャルとして配信され、同年10月13日からは毎週金曜12時に通常回を配信。

### BD
| 巻 | 発売日        | 収録話          | 規格品番  |
| -- | ------------- | --------------- | --------- |
| 1  | 2024年3月27日 | 第1話 - 第2話   | BCXA-1883 |
| 2  | 2024年4月26日 | 第3話 - 第4話   | BCXA-1884 |
| 3  | 2024年5月29日 | 第5話 - 第6話   | BCXA-1885 |
| 4  | 2024年6月26日 | 第7話 - 第8話   | BCXA-1886 |
| 5  | 2024年7月24日 | 第9話 - 第10話  | BCXA-1887 |
| 6  | 2024年8月28日 | 第11話 - 第12話 | BCXA-1888 |

| 巻 | 発売日             | 収録話          | 規格品番  |
| -- | ------------------ | --------------- | --------- |
| 1  | 2025年5月28日      | 第13話 - 第14話 | BCXA-1889 |
| 2  | 2025年6月25日      | 第15話 - 第16話 | BCXA-1890 |
| 3  | 2025年7月30日      | 第17話 - 第18話 | BCXA-1891 |
| 4  | 2025年8月27日予定  | 第19話 - 第20話 | BCXA-1892 |
| 5  | 2025年9月24日予定  | 第21話 - 第22話 | BCXA-1893 |
| 6  | 2025年10月29日予定 | 第23話 - 第24話 | BCXA-1894 |

### CD

#### アルバム
| 発売日        | タイトル               | 規格品番   |
| ------------- | ---------------------- | ---------- |
| 2025年3月19日 | 恋太郎ファミリー歌謡祭 | LACA-25144 |